# Vis Radio
La Vis Radio è stata una casa discografica, nata in origine come azienda di produzione di apparecchi radiofonici.

## Storia
La Vis Radio Discografica fu ideata nel 1948 da Aldo Scoppa ed il socio Attilio Cappellani di Catania, quale derivazione interna all'azienda che progettava ed assemblava radio, nella lungimiranza di investire nel mercato della produzione di nuovi artisti, soprattutto napoletani; la registrazione del marchio venne effettuata il 5 febbraio 1949. I suoi direttori artistici erano Loris de Rosa e Mario Landi.
La sede principale era a Napoli, in corso Umberto I 132; aveva poi altre due sedi, a Milano in via Larga 11 e in via Stoppani 6 e a Roma in via Flavia 72. Era inoltre proprietaria di propri studi di registrazione, in via Cupa Cajafa a Napoli.
Nel corso degli anni ha prodotto molti artisti, continuando a sostenere il genere melodico e neomelodico. Il suo cantante più noto, nei primi anni, fu senza dubbio Claudio Villa, che pubblicò per la Vis Radio tutti i 78 giri che incise dal 1949 al 1956; altri artisti noti furono Mario Abbate, Gabriele Vanorio, Enzo Del Forno, Maria Paris, Gloria Christian, Leonardo Cabizza e Maria Teresa Cau (Quartetto Logudoro), Virginia Da Brescia, Alvaro Amici, Nunzio Gallo, Gino Da Procida, Gianni La Commare, Mirna Doris, Georgia Moll, i Campanino, Mike Fusaro, Carlo Missaglia, Tienno Pattacini, Iller Pattacini e molti altri.
Come altre case discografiche, anche la Vis aveva una sottoetichetta, la Dominator, specializzata perlopiù in musica orchestrale.
Negli anni sessanta, dopo essere giunta sull'orlo del fallimento, la discografica Vis andò incontro ad una procedura di ristrutturazione aziendale, con la chiusura delle sedi periferiche. Successivamente, Scoppa nel 1972 vendette la Vis Radio a Mara Del Rio e Franco De Paolis.

## La Vis Radio apparati
Fin dal 1945, la Vis Radio produceva - questo il suo mandato iniziale - apparati atti alla ricezione dei programmi radiofonici. Fra questi primi l'Adige del 1945, il Danubio Fono (con giradischi), il Super Manila, il Ticino fino al Tokio FM con modulazione di frequenza, nel 1966. Furono prodotti anche apparati televisivi, quali il Mascagni del 1963 e l'America II del 1966. Discreta anche la produzione di fonovaligie. L'attività fu sospesa alla fine del decennio, in concomitanza con la crisi della parte discografica.

## L'etichetta Vis
La casa discografica cessò la propria attività nel 1972; diverso il destino dell'etichetta che, grazie ad una serie di accordi di cessione di catalogo e licenze di produzione, continuò a proporre nuovi artisti nel corso degli anni settanta, ristampando in nuovo formato vecchi successi anche negli anni duemila.

## I dischi pubblicati[6][7][8]
Per la differente datazione dei supporti ci si è attenuti a quanto riportato sulle etichette e/o sulla copertina o sul trail off del vinile: qualora nessuno di questi elementi presentasse una datazione di sorta, sulla numerazione del catalogo; se esistenti, sono riportati - oltre all'anno - il mese e il giorno.

### 78 giri
| Numero di catalogo | Anno                                | Interprete                                                                                    | Titoli                                                                       |
| ------------------ | ----------------------------------- | --------------------------------------------------------------------------------------------- | ---------------------------------------------------------------------------- |
| Vi-4002            | 1949                                | Rino Palombo                                                                                  | Nustalgie 'e zi Teresa/Mandulinate a sera                                    |
| Vi-4009            | 30 maggio 1949                      | Luciano Bonfiglioli                                                                           | Fascino/E la neve cade                                                       |
| Vi-4020            | 1949                                | Claudio Villa                                                                                 | Rosso di sera/Torino a primavera                                             |
| Vi-4021            | 1949                                | Claudio Villa                                                                                 | Chitarra mia/T'aspetto a Margellina                                          |
| Vi-4022            | 1949                                | Claudio Villa e Nuccia Bongiovanni (solo sul lato B)                                          | Venezia bella/Bolognesina mia                                                |
| Vi-4023            | 1949                                | Claudio Villa                                                                                 | Va, serenatella/Sirene di Nettuno                                            |
| Vi-4024            | 1949                                | Claudio Villa                                                                                 | Borgatella di marina/Tu dicesti d'amarmi                                     |
| Vi-4025            | 1949                                | Claudio Villa                                                                                 | Te quiero all'italiana/Buonasera signora luna                                |
| Vi-4031            | 1949                                | Alberto Amato                                                                                 | Vocca 'e rosa/Sponta 'o sole                                                 |
| Vi-4040            | 1949                                | Alberto Amato                                                                                 | Pizziche e vase/Magia                                                        |
| Vi-4052            | 1949                                | Rino Palombo                                                                                  | 'O vascio/Vocca 'e rose                                                      |
| Vi-4053            | 1949                                | Bruna Rattani                                                                                 | Perchè non sognar/Bolero                                                     |
| Vi-4069            | 1949                                | Claudio Villa                                                                                 | Il mio male/Frutta di mezzanotte                                             |
| Vi-4070            | 1949                                | Claudio Villa                                                                                 | Napoletana mia/Sonsempre solo                                                |
| Vi-4071            | 1949                                | Claudio Villa                                                                                 | Fiore di maggio/Amor baciar sognar                                           |
| Vi-4072            | 1949                                | Claudio Villa                                                                                 | Balcone 'e Napule/L'ultimo addio                                             |
| Vi-4073            | 1949                                | Claudio Villa                                                                                 | Sul mare di Santa Lucia/L'ultima serenata                                    |
| Vi-4074            | 1949                                | Claudio Villa                                                                                 | Stornello delle stagioni/Quanno er sole de Roma lascia li sette colli        |
| Vi-4075            | 1949                                | Claudio Villa                                                                                 | Bocca bella/Villa Lucia                                                      |
| Vi-4076            | 1949                                | Claudio Villa                                                                                 | Stornelli dispettosi 1/Stornelli dispettosi 2                                |
| Vi-4077            | 1949                                | Claudio Villa (lato A) - Claudio Villa e Julia Jandolo (lato B)                               | Sentite che ve dice er Sor Capanna 1/Sentite che ve dice er Sor Capanna      |
| Vi-4088            | 1949                                | Claudio Villa                                                                                 | Pusillenco 'nsentimento/'A canzone d'e 'rrose                                |
| Vi-4102            | 1949                                | Claudio Villa                                                                                 | Comme 'e 'rrose/'A 'cchiù sincera                                            |
| Vi-4103            | 1949                                | Claudio Villa                                                                                 | Vierno/Signorinella                                                          |
| Vi-4104            | 1949                                | Claudio Villa                                                                                 | 'N'campagna è n'ata cosa/Malavia                                             |
| Vi-4105            | 1949                                | Claudio Villa                                                                                 | Canta scugnizzo/Sole d'oro                                                   |
| Vi-4106            | 1949                                | Claudio Villa                                                                                 | Com'è bello fà l'amore quanno è sera/Quanno a Roma 'na maschietta te vò bene |
| Vi-4107            | 1949                                | Claudio Villa                                                                                 | Primo amore/Raggio di sole                                                   |
| Vi-4140            | 1949                                | Rino Palombo                                                                                  | 'O mare 'e Margellina/Tarantelluccia                                         |
| Vi-4141            | 1949                                | Rino Palombo                                                                                  | Nuttata 'e sentimento/Suspiranno                                             |
| Vi-4142            | 1949                                | Rino Palombo                                                                                  | Mandulinata a Surriento/'A 'nnammurata mia                                   |
| Vi-4143            | 1949                                | Rino Palombo                                                                                  | Come pioveva/'A gelosia                                                      |
| Vi-4144            | 1949                                | Rino Palombo                                                                                  | Passione/Napule e Surriento                                                  |
| Vi-4145            | 1949                                | Claudio Villa                                                                                 | Inferno/Quando cantano gli angeli                                            |
| Vi-4146            | 1949                                | Claudio Villa                                                                                 | Sei stata tu/Mare Marì                                                       |
| Vi-4147            | 1949                                | Claudio Villa                                                                                 | Bugiarda/Me sò 'mbriacato 'e sole                                            |
| Vi-4148            | 1949                                | Claudio Villa                                                                                 | Occhi chiari/Vieni amore                                                     |
| Vi-4149            | 1949                                | Claudio Villa                                                                                 | Nun tuorne 'cchiù/P'a stessa strada                                          |
| Vi-4165            | 1950                                | Alberto Berri                                                                                 | Surriento de 'nnammurate/Palazziello                                         |
| Vi-4166            | 1950                                | Claudio Villa                                                                                 | Claudio Villa stornella 1/Claudio Villa stornella 2                          |
| Vi-4167            | 1950                                | Claudio Villa (lato A) - Claudio Villa e Lucia Rossani (lato B)                               | Stornelli appassionati 1/Stornelli appassionati 2                            |
| Vi-4179            | 1950                                | Orchestra Vesuvio                                                                             | È troppo tardi/Sei stata tu                                                  |
| Vi-4183            | 1950                                | Maria Paris                                                                                   | Persiane/Bellu sciore                                                        |
| Vi-4212            | 1950                                | Claudio Villa                                                                                 | Dormiveglia/La mia strada                                                    |
| Vi-4213            | 1950                                | Claudio Villa                                                                                 | A luna d'argiento/'A voce 'e mamma                                           |
| Vi-4214            | 1950                                | Claudio Villa                                                                                 | Napule e 'nu cafè/Passione perduta                                           |
| Vi-4215            | 1950                                | Claudio Villa                                                                                 | Martellacore/Luna rossa                                                      |
| Vi-4216            | 1950                                | Claudio Villa                                                                                 | Fenesta verde/Sì sempe 'a mia                                                |
| Vi-4217            | 1950                                | Claudio Villa                                                                                 | Via maestra/Torna piccina                                                    |
| Vi-4218            | 1950                                | Claudio Villa                                                                                 | Giù dal Paradiso/Bocca bugiarda mia                                          |
| Vi-4219            | 1950                                | Claudio Villa                                                                                 | Abito da sera/La signora di trent'anni fa                                    |
| Vi-4220            | 1950                                | Claudio Villa                                                                                 | Quando te ne andrai/Dormi mamma                                              |
| Vi-4234            | 1950                                | Orchestra Vesuvio                                                                             | Mellonà/Panorama di Napoli                                                   |
| Vi-4235            | 1950                                | Claudio Villa                                                                                 | Settimo giorno                                                               |
| Vi-4236            | 1950                                | Claudio Villa                                                                                 | Rondini del Gesù/Mandatemi una cartolina                                     |
| Vi-4237            | 1950                                | Claudio Villa                                                                                 | Torna/Catena                                                                 |
| Vi-4238            | 1950                                | Claudio Villa                                                                                 | Angelarò/Violino lontano                                                     |
| Vi-4240            | 1950                                | Mario Abbate                                                                                  | Anema e core/Chitarra 'e Napule                                              |
| Vi-4242            | 1950                                | Vigilio Piubeni (sul lato A)/Luciano Bonfiglioli (sul lato B)                                 | September Song/Non ti lascio sola                                            |
| Vi-4243            | 1950                                | Carla Bolongaro                                                                               | Estasi d'amore/Amaramente                                                    |
| Vi-4244            | 1950                                | Claudio Villa                                                                                 | Nun ce penzà/Bello 'e papà                                                   |
| Vi-4245            | 1950                                | Claudio Villa                                                                                 | Bocca desiderata/Rivederti                                                   |
| Vi-4257            | 1950                                | Claudio Villa                                                                                 | Serenata maliosa/Chi non è innamorato                                        |
| Vi-4259            | 1950                                | Complesso Tropea-Maglia-Zappalà                                                               | La danza del gallo/Il tango di mezzanotte                                    |
| Vi-4267            | 25. 1.1951                          | Complesso Tropea-Maglia-Zappalà                                                               | Chiddu cchi ceusa                                                            |
| Vi-4267            | 25. 1.1951                          | Complesso Tropea-Maglia-Zappalà                                                               | Bedda cussota                                                                |
| Vi-4268            | 25. 1.1951                          | Complesso Tropea-Maglia-Zappalà                                                               | Cu mancia mancia                                                             |
| Vi 4268            | 25.1.1951                           | Complesso Tropea-Maglia-Zappalà                                                               | Lu gilataru                                                                  |
| Vi-4272            | 1950                                | Alberto Berri                                                                                 | Anema e core/Notti hawajane                                                  |
| Vi-4281            | 1950                                | Claudio Villa                                                                                 | Mattinatella/Sole di maggio                                                  |
| Vi-4282            | 1950                                | Claudio Villa                                                                                 | Lasciatemi passare/Non mi destar                                             |
| Vi-4283            | 1950                                | Claudio Villa                                                                                 | Campanella del monastero/Orchestrina di periferia                            |
| Vi-4311            | 1951                                | Claudio Villa                                                                                 | Era destino                                                                  |
| Vi-4312            | 1951                                | Silvana Pampanini                                                                             | Bellezza in bicicletta/Luna rossa                                            |
| Vi-4321            | 1951                                | Maria Paris                                                                                   | A vocca 'e Cuncettina/'Ncantesimo                                            |
| Vi-4323            | 1951                                | Claudio Villa                                                                                 | Na sera 'e maggio/Anema e core                                               |
| Vi-4325            | 1951                                | Claudio Villa                                                                                 | Primo appuntamento/Cancello chiuso                                           |
| Vi-4326            | 1951                                | Maria Paris                                                                                   | 'A zarellara/Sette bellizze                                                  |
| Vi-4331            | 1951                                | Claudio Villa                                                                                 | Notte a Santa Lucia/Madonnina della scogliera                                |
| Vi-4332            | 1951                                | Claudio Villa                                                                                 | Luna algerina/Munasterio 'e Santa Chiara                                     |
| Vi-4333            | 1951                                | Claudio Villa                                                                                 | Arrotino/La luna ci guarda                                                   |
| Vi-4334            | 1951                                | Claudio Villa                                                                                 | Serenata a nessuno/Stornello a pungolo                                       |
| Vi-4335            | 1951                                | Claudio Villa                                                                                 | Sole grigio/Addò m'attacco moro                                              |
| Vi-4337            | 1951                                | Mario Abbate                                                                                  | Che t'aggio fatto 'e male/A spasso cu 'e stelle                              |
| Vi-4339            | 1951                                | Mario Abbate                                                                                  | Malafemmina/Pusilleco                                                        |
| Vi-4340            | 1951                                | Claudio Villa                                                                                 | Addio sogni di gloria/Gigolette                                              |
| Vi-4341            | 1951                                | Claudio Villa                                                                                 | Pezzulo 'e Paraviso/'Nu quarto 'e luna                                       |
| Vi-4343            | 1951                                | Claudio Villa                                                                                 | Quando Milano cantava le serenate/Buongiorno, arrivederci, addio             |
| Vi-4353            | 1951                                | Claudio Villa                                                                                 | Ho pianto per te/Signora                                                     |
| Vi-4362            | 1951                                | Maria Paris                                                                                   | Comme facette mammeta?/Anema e core                                          |
| Vi-4363            | 1951                                | Maria Paris                                                                                   | 'E zucculille/Perdoname                                                      |
| Vi-4368            | 1951                                | Principe e i suoi Campagnoli                                                                  | Valzer del 48/Dondolando                                                     |
| Vi-4375            | 1951                                | Claudio Villa                                                                                 | Malafemmena/'Stu marciapiede 'e Napule                                       |
| Vi-4377            | 1951                                | Claudio Villa                                                                                 | Mattinata d'oro/Piazza di Spagna                                             |
| Vi-4378            | 1951                                | Claudio Villa                                                                                 | Marechiaro/I' te vurria vasà                                                 |
| Vi-4391            | 1951                                | Claudio Villa                                                                                 | Triste autunno/Bella dispettosa                                              |
| Vi-4397            | 1951                                | Claudio Villa                                                                                 | Via dell'amore/Notturno                                                      |
| Vi-4398            | 1951                                | Claudio Villa                                                                                 | Letterine del soldato/Signorina felicità                                     |
| Vi-4399            | 1951                                | Claudio Villa                                                                                 | Si chiamava Maria/Buona fortuna signorinella                                 |
| Vi-4436            | 1951                                | Alberto Berri                                                                                 | Manuela/Canzone di primavera                                                 |
| Vi-4503            | 1952                                | Claudio Villa                                                                                 | A voce 'e mamma/Fra Napule e Milano                                          |
| Vi-4504            | 1952                                | Claudio Villa (lato A) - Claudio Villa e Duo Vis (lato B)                                     | Madonna delle rose/Vola colomba                                              |
| Vi-4505            | 1952                                | Claudio Villa                                                                                 | Vedi Napoli e poi muori/Trase 'o sole addò vò                                |
| Vi-4506            | 1952                                | Claudio Villa                                                                                 | O 'bbene mio/Muje t'aspettammo a Napule                                      |
| Vi-4507            | 1952                                | Claudio Villa                                                                                 | Ho fatto tante serenate/Via del Paradiso, 23                                 |
| Vi-4508            | 1952                                | Claudio Villa                                                                                 | È 'na regazza trasteverina/Stornello trasteverino                            |
| Vi-4509            | 1952                                | Claudio Villa                                                                                 | Se fossi nato a Napoli/Fra Napoli e Milano                                   |
| Vi-4510            | 1952                                | Claudio Villa                                                                                 | Balcone senza luce/Stornello a pungolo                                       |
| Vi-4535            | N.D.                                | Duo di fisarmonica Principe (lato a)/Complesso tipico argentino Carraro (lato b)              | Giorno di nozze/Luna Sivigliana                                              |
| Vi-4565            | 1952                                | Maria Paris                                                                                   | Quattro passi pè Tuledo/Masciata 'e gelusia                                  |
| Vi-4592            | 1952                                | Alberto Berri                                                                                 | Non ti ricordi/Stornello dello scugnizzo                                     |
| Vi-4593            | 1952                                | Alberto Berri                                                                                 | 'O Ciucciariello/Inutilmente                                                 |
| Vi-4608            | 1952                                | Orchestra Foster                                                                              | Sangue Viennese/Le sirene                                                    |
| Vi-4638            | 1952                                | Claudio Villa                                                                                 | Forse domani/Arrota arrota                                                   |
| Vi-4639            | 1952                                | Claudio Villa                                                                                 | La vita è bella/Buonanotte Cosenza                                           |
| Vi-4640            | 1952                                | Claudio Villa                                                                                 | Stradarella/Gira la vita                                                     |
| Vi-4641            | 1952                                | Claudio Villa                                                                                 | Terra straniera/Sciummo                                                      |
| TW 3102            | 3 novembre 1952                     | Orchestra Vis di Gino Conte (sul lato A)/Orchestra Angelo Brigada (sul lato B)                | Rote Rosen/Delicado                                                          |
| Vi-4647            | 1952                                | Claudio Villa                                                                                 | Le faccio 'a corte/A Pusilleco 'cu 'tte                                      |
| Vi-4648            | 1952                                | Claudio Villa                                                                                 | Luna messaggera/Malafonte                                                    |
| Vi-4649            | 1952                                | Claudio Villa                                                                                 | Un garofano rosso/Bevo e canto                                               |
| Vi-4650            | 1952                                | Claudio Villa                                                                                 | Bocca rossa/Tornerà non tornerà                                              |
| Vi-4651            | 1952                                | Claudio Villa                                                                                 | Mi piacerebbe avere un piccolo veliero/Mandolino mandolino                   |
| Vi-4657            | 1952                                | Claudio Villa                                                                                 | Tornerai in quel nido/Padam... padam                                         |
| Vi-4658            | 1952                                | Claudio Villa                                                                                 | Vedimmece dimane/Desiderio 'e sole                                           |
| Vi-4659            | 1952                                | Claudio Villa                                                                                 | Per l'ultima volta/Bambola di cenci                                          |
| Vi-4660            | 1952                                | Claudio Villa                                                                                 | Perdono/Cascatella                                                           |
| Vi-4661            | 1952                                | Claudio Villa                                                                                 | Uocchie c'arraggiunate/Carmela                                               |
| Vi-4662            | 1952                                | Claudio Villa                                                                                 | Campanaro/Vecchia villa comunale                                             |
| Vi-4663            | 1952                                | Claudio Villa                                                                                 | Vecchio scarpone/Lasciami cantare una canzone                                |
| Vi-4664            | 1953                                | Claudio Villa                                                                                 | La mamma che piange di più/Acque amare                                       |
| Vi-4665            | 1953                                | Claudio Villa                                                                                 | Innamorami/Domandatelo                                                       |
| Vi-4666            | 1953                                | Claudio Villa                                                                                 | Canto della solitudine/Povero amico mio                                      |
| Vi-4680            | 1953                                | Claudio Villa                                                                                 | Perdonami/A bocca chiusa                                                     |
| Vi-4681            | 1953                                | Claudio Villa                                                                                 | Ce simme appiccecate/'O segreto 'e Napule                                    |
| Vi-4682            | 1953                                | Claudio Villa                                                                                 | Parlammece cu 'e vase/Tantillo 'e 'bbene                                     |
| Vi-4683            | 1953                                | Claudio Villa                                                                                 | Senza perdono/Appassionato tango                                             |
| Vi-4684            | 1953                                | Claudio Villa                                                                                 | Acqua marina/Buongiorno Giuliana                                             |
| Vi-4685            | 1953                                | Claudio Villa                                                                                 | Fuoco di paglia/Lunarella                                                    |
| Vi-4686            | 1953                                | Claudio Villa                                                                                 | Ma perché malinconia/Samba alla fiorentina                                   |
| Vi-4687            | 1953                                | Claudio Villa                                                                                 | Buona fortuna a te/Fontane romane                                            |
| Vi-4694            | 1953                                | Elio D'Aurenti                                                                                | Te sto aspettanno/Suonno d''o core                                           |
| Vi-4714            | 1953                                | Michelangelo Verso                                                                            | Sorgi Sicilia - Inno                                                         |
| Vi-4728            | 1953                                | Alberto Berri                                                                                 | 'O viento/Vennegna                                                           |
| Vi-4793            | 1953                                | Maria Paris                                                                                   | Vasame e va/Tutt'azzurro                                                     |
| Vi-4805            | 1953                                | Maria Paris                                                                                   | Nun tene core/'O core a purtualle                                            |
| Vi-4819            | 1953                                | Claudio Villa                                                                                 | Claudio Villa innamorato 1/Claudio Villa innamorato 2                        |
| Vi-4820            | 1953                                | Claudio Villa                                                                                 | Claudio Villa dispettoso 1/Claudio Villa dispettoso 2                        |
| Vi-4821            | 1953                                | Claudio Villa                                                                                 | Vola vola vola/Mondina                                                       |
| Vi-4822            | 1953                                | Claudio Villa                                                                                 | Che tuorne 'a 'ffà ?/Suspiranno                                              |
| Vi-4823            | 1953                                | Claudio Villa                                                                                 | Pasquale militare/Nun sì 'na 'nnammurata                                     |
| Vi-4824            | 1953                                | Claudio Villa                                                                                 | Na vocca 'e femmena/Serenata suspirosa                                       |
| Vi-4825            | 1953                                | Claudio Villa                                                                                 | Carrettino siciliano/Sarà il sole                                            |
| Vi-4826            | 1953                                | Claudio Villa                                                                                 | Cavallina storna/Voglio sposare te                                           |
| Vi-4837            | 1953                                | Claudio Villa                                                                                 | Che tuorne 'a 'ffà ?/I' te vurria vasà                                       |
| Vi-4868            | 1953                                | Tienno Pattacini                                                                              | Apollo/Don Camillo (e Giovannino)                                            |
| Vi-4869            | 1953                                | Tienno Pattacini                                                                              | Battagliero/Primo Tango                                                      |
| Vi-4873            | 1953                                | Duo di fisarmonica Principe                                                                   | Vecchia mandola/Mazurca tu!                                                  |
| Vi-4892            | 1953                                | Claudio Villa                                                                                 | Na chitarra e un po' de voce/Nannì ('Na gita a li castelli)                  |
| Vi-4894            | 1953                                | Claudio Villa                                                                                 | Rondinella forestiera/Serenata cortese                                       |
| Vi-4896            | 1953                                | Claudio Villa                                                                                 | Te sto aspettanno/Si tu me cercarraje                                        |
| Vi-4897            | 1953                                | Claudio Villa                                                                                 | Mariarosa/Giuramento                                                         |
| Vi-4905            | 1954                                | Claudio Villa (lato A) - Claudio Villa e Duo Vis (lato B)                                     | Angeli senza cielo/Berta filava                                              |
| Vi-4909            | 1954                                | Claudio Villa                                                                                 | Tutte le mamme/Una bambina sei tu                                            |
| Vi-4910            | 1954                                | Claudio Villa                                                                                 | Con te/Donnina sola                                                          |
| Vi-4911            | 1954                                | Claudio Villa                                                                                 | E la barca tornò sola/Cirillino cì                                           |
| Vi-4917            | 1954                                | Claudio Villa                                                                                 | Si tu me cercarraje/Giuramento                                               |
| Vi-4918            | 1954                                | Claudio Villa (lato A) - Claudio Villa e Gloria Christian (lato B)                            | Quattro camere e cucina/Luna di miele                                        |
| Vi-4922            | 1954                                | Claudio Villa                                                                                 | Come l'onda/Ma quando                                                        |
| Vi-4923            | 1954                                | Claudio Villa                                                                                 | La bionda per la bruna/La prima serenata                                     |
| Vi-4924            | 1954                                | Claudio Villa                                                                                 | Roma d'un tempo/L'eco der core                                               |
| Vi-4926            | 1954                                | Claudio Villa                                                                                 | Serenatella marinara/Bella affacciati                                        |
| Vi-4957            | 1954                                | Claudio Villa                                                                                 | Roma sei sempre tu/Casa mia                                                  |
| Vi-4958            | 1954                                | Claudio Villa                                                                                 | Tu m' hai tradito/Don Michele                                                |
| Vi-4959            | 1954                                | Claudio Villa                                                                                 | Mare/Arcobaleno                                                              |
| Vi-4960            | 1954                                | Claudio Villa                                                                                 | Avevo solo te/Canto d'amore                                                  |
| Vi-4961            | 1954                                | Claudio Villa                                                                                 | Passione tra gli ulivi/L'ultima domenica                                     |
| Vi-4973            | 1954                                | Claudio Villa                                                                                 | Il bivio/Salutiamo l'amore                                                   |
| Vi-4975            | 1954                                | Claudio Villa                                                                                 | Amami come vuoi/Credi d'amare                                                |
| Vi-4977            | 1954                                | Claudio Villa                                                                                 | Statte vicino a me/Solo cantanno                                             |
| Vi-4978            | 1954                                | Claudio Villa                                                                                 | Occhi senza amore/Dispettosamente                                            |
| Vi-4979            | 1954                                | Claudio Villa                                                                                 | È santa/Roma d'un tempo                                                      |
| Vi-5004            | 1954                                | Alberto Berri                                                                                 | Luna caprese/'E surdatielle                                                  |
| Vi-5005            | 25 maggio 1954                      | Alberto Berri                                                                                 | Ho sognato Firenze/Perché signora bianca                                     |
| Vi-5007            | 1954                                | Alberto Berri                                                                                 | Fanciulle belle/Salviamo la luna                                             |
| Vi-5027            | 1954                                | Claudio Villa                                                                                 | Suonno d'ammore/Semplicità                                                   |
| Vi-5031            | 1954                                | Claudio Villa                                                                                 | Balcone chiuso/Pullecenella                                                  |
| Vi-5032            | 1954                                | Claudio Villa                                                                                 | Ddoje lacreme/Suonno d'ammore                                                |
| Vi-5048            | 1954                                | Claudio Villa                                                                                 | Organetto che passi/Buongiorno a te                                          |
| Vi-5050            | 1954                                | Claudio Villa                                                                                 | Resta abbracciata 'cu 'mme/Tutto e niente                                    |
| Vi-5051            | 1954                                | Claudio Villa                                                                                 | Ballata selvaggia/Il vento va                                                |
| Vi-5052            | 1954                                | Claudio Villa                                                                                 | Canto a voce piena/Torna                                                     |
| Vi-5058            | 1954                                | Claudio Villa                                                                                 | Chiesetta senza fiori/Una lettera a mia madre                                |
| Vi-5059            | 1954                                | Claudio Villa                                                                                 | Serenata delle serenate/Tango di mezzanotte                                  |
| Vi-5061            | 1954                                | Claudio Villa                                                                                 | Nu giurnale 'e Napule/Si tu me cercarraje                                    |
| Vi-5148            | 1954                                | Complesso caratteristico e coro, canta Carmine Losito                                         | Invocazione a Maria SS. di Montevergine                                      |
| Vi-5171            | 14 dicembre 1954 e 11 gennaio 1955  | Gloria Christian                                                                              | Tutt' 'e dduie/Souvenir d'Italie                                             |
| Vi-5189            | 1955                                | Gloria Christian (lato A) - Gloria Christian e Duo Vocale Vis (lato B)                        | Sentiero/I tre timidi                                                        |
| Vi-5191            | 1955                                | Claudio Villa (lato A) - Claudio Villa e Trio Vocale Vis (lato B)                             | Buongiorno tristezza/Il torrente                                             |
| Vi-5192            | 17 gennaio 1955                     | Claudio Villa                                                                                 | Un cuore/Incantatella                                                        |
| Vi-5242            | 1955                                | Tienno Pattacini                                                                              | Viva il Barbera/Balla la Gallina                                             |
| Vi-5243            | 1955                                | Tienno Pattacini                                                                              | Vallone/Pucci                                                                |
| Vi-5244            | 1955                                | Tienno Pattacini                                                                              | Bkcca Rossa/Ciccina                                                          |
| Vi-5253            | 1955                                | duo di fisarmonica PRINCIPE                                                                   | Festa in famiglia - Tarantella-samba/Fisa Bajun - Bajon                      |
| Vi-5256            | 1955                                | Tienno Pattacini                                                                              | Ballerina/Brontolone                                                         |
| Vi-5257            | 1955                                | Tienno Pattacini                                                                              | El Tiempo/La Pulce Ballerina                                                 |
| Vi-5258            | 1955                                | Tienno Pattacini                                                                              | Sospiro Spagnolo/Callao                                                      |
| Vi-5265            | 1955                                | Maria Paris                                                                                   | Ce vò 'o prevete e 'o cumpare/Maruzzella                                     |
| Vi-5268            | 1955                                | Claudio Villa                                                                                 | Non ti scordar di me/Nisciuna è comme a 'tte                                 |
| Vi-5269            | 1955                                | Claudio Villa                                                                                 | O surdato 'nnammurato/Santa Lucia luntana                                    |
| Vi-5281            | 21 maggio 1955                      | Matteo Salvatore                                                                              | Il venditore ambulante/Salta cardillo                                        |
| Vi-5282            | 1955                                | Matteo Salvatore                                                                              | Il carrettiere/Margherita                                                    |
| Vi-5283            | 1955                                | Matteo Salvatore                                                                              | Marito e moglie/Casa nova                                                    |
| Vi-5284            | 1955                                | Claudio Villa                                                                                 | Walzer dell'allegria/Madonna amore                                           |
| Vi-5285            | 1955                                | Claudio Villa                                                                                 | Ddoje stelle sò cadute/'E 'llampare                                          |
| Vi-5286            | 1955                                | Claudio Villa                                                                                 | Curiosità/Napule sotto e 'ncoppa                                             |
| Vi-5292            | 1955                                | Gloria Christian                                                                              | Dimmi di si/Baci baci                                                        |
| Vi-5305            | 1955                                | Maria Paris                                                                                   | Me songo 'nnamurato/Luna chiara                                              |
| Vi-5314            | 1955                                | Fisarmonicista PRINCIPE e ritmi                                                               | La luna nel rio/Cinque confetti                                              |
| Vi-5316            | 1955                                | Claudio Villa                                                                                 | O ritratto 'e Nanninella/Luna chiara                                         |
| Vi-5317            | 1955                                | Claudio Villa                                                                                 | Geluso 'e te/Comme te l'aggia dì                                             |
| Vi-5318            | 1955                                | Claudio Villa                                                                                 | Nun chiagneno/'Nnammuratella                                                 |
| Vi-5325            | 1955                                | Claudio Villa                                                                                 | A luna chiena/Chiagneno pure 'll'onne                                        |
| Vi-5326            | 1955                                | Claudio Villa                                                                                 | E stelle 'e Napule/Canta Pusilleco                                           |
| Vi-5327            | 1955                                | Claudio Villa                                                                                 | Romanina del bajon/Canzone stradajola                                        |
| Vi-5328            | 1955                                | Claudio Villa                                                                                 | Vecchio porto nella nebbia/Carrozzella romana                                |
| Vi-5329            | 1955                                | Claudio Villa                                                                                 | Zingarella/El carrettero                                                     |
| Vi-5342            | 1955                                | Claudio Villa                                                                                 | Maruzzella/Scapricciatiello                                                  |
| Vi-5343            | 1955                                | Claudio Villa                                                                                 | Arrivederci Roma/Serenata al mio bambino                                     |
| Vi-5344            | 1955                                | Claudio Villa                                                                                 | Amore senza domani/Brigitte                                                  |
| Vi-5345            | 1955                                | Claudio Villa                                                                                 | Ninna nanna/Chiesetta senza fiori                                            |
| Vi-5351            | 1955                                | Tienno Pattacini                                                                              | T.P. Tango/El Jorobado                                                       |
| Vi-5353            | 1955                                | Tienno Pattacini                                                                              | La Perpetua e il Sacrestano/La Suocera Allegra                               |
| Vi-5355            | 1955                                | Alberto Berri                                                                                 | Stornelli napoletani parte I/Stornelli napoletani parte II                   |
| Vi-5378            | 1955                                | Claudio Villa                                                                                 | Canta se la vuoi cantare 1/Canta se la vuoi cantare 2                        |
| Vi-5379            | 1955                                | Claudio Villa                                                                                 | Addio signora/Fili d'oro                                                     |
| Vi-5385            | 1955                                | Virginia Da Brescia                                                                           | Chiagne nu mandulino/'A lattara                                              |
| Vi-5386            | 1955                                | Virginia Da Brescia                                                                           | Tammuriatella gelosa/Oggi, dimane, e sempe                                   |
| Vi-5387            | 1955                                | Virginia Da Brescia                                                                           | 'A lattara/Sciollà                                                           |
| Vi-5393            | 1955                                | Claudio Villa                                                                                 | Vicino alla fontana/Jamme jamme Catarì                                       |
| Vi-5400            | 1955                                | Claudio Villa (lato A) - Claudio Villa e Duo Vis (lato B)                                     | L' hai voluto tu/Marina piccola                                              |
| Vi-5406            | 1955                                | Tony Romano                                                                                   | Pennsylvania 6-5000/Prigionieri del cielo (The High and the Mighty)          |
| Vi-5408            | 1955                                | Claudio Villa                                                                                 | Mambo bacan/Cammina cammina                                                  |
| Vi-5409            | 1955                                | Claudio Villa                                                                                 | Spazzacamino/Tre sorelle                                                     |
| Vi-5410            | 1955                                | Claudio Villa                                                                                 | Balocchi e profumi/Cara piccina                                              |
| Vi-5411            | 1955                                | Claudio Villa                                                                                 | Stornellata romana/Come le rose                                              |
| Vi-5418            | 1955                                | Claudio Villa                                                                                 | Plenilunio romano/Roma lontana                                               |
| Vi-5419            | 1955                                | Claudio Villa                                                                                 | Ho paura di te/Madonnina delle lacrime                                       |
| Vi-5424            | 1955                                | Claudio Villa                                                                                 | Campanile del mio paese/Bella miss                                           |
| Vi-5425            | 1955                                | Claudio Villa                                                                                 | Marina piccola/N'ata vota                                                    |
| Vi-5426            | 1955                                | Claudio Villa                                                                                 | Nun voglio fà 'o sargente/L'ostrecaro 'nnammurato                            |
| Vi-5436            | 1955                                | Claudio Villa                                                                                 | Luci spente/L' hai voluto tu                                                 |
| Vi-5437            | 1955                                | Claudio Villa                                                                                 | Nun se scherza co' l'ammore/Vetturino romano                                 |
| Vi-5438            | 1955                                | Claudio Villa                                                                                 | La luna nel rio/Cinque confetti                                              |
| Vi-5496            | 1956                                | Gloria Christian (Lato A 1º Premio al festival di Velletri 1956)                              | Se fossero sulla luna/Il nostro arcobaleno                                   |
| Vi-5498            | 1956                                | Claudio Villa                                                                                 | Ti voglio come sei/Bruna Maria del porto                                     |
| Vi-5499            | 1956                                | Claudio Villa                                                                                 | Madonnella del torrente/Albaspina                                            |
| Vi-5500            | 1956                                | Claudio Villa                                                                                 | Canzone al vento/Dama in blu                                                 |
| Vi-5501            | 1956                                | Claudio Villa                                                                                 | Ti voglio come sei/Dama in blu                                               |
| Vi-5507            | 1956                                | Aldo Alvi e Duo Vocale ( (lato A) - Aldo Alvi lato B)                                         | Anima gemella/È bello                                                        |
| Vi-5509            | 1956                                | Claudio Villa                                                                                 | La colpa fu/Due teste sul cuscino                                            |
| Vi-5510            | 1956                                | Claudio Villa                                                                                 | Aprite le finestre/Albero caduto                                             |
| Vi-5511            | 1956                                | Claudio Villa                                                                                 | Amami se vuoi/Nota per nota                                                  |
| Vi-5512            | 1956                                | Tienno Pattacini                                                                              | Anda anda/Sax burlone                                                        |
| Vi-5513            | 1956                                | Tienno Pattacini                                                                              | Me gusta/Clarinetto ballerino                                                |
| Vi-5515            | 1956                                | Virginia Da Brescia                                                                           | La spagnola/'A frangesa                                                      |
| Vi-5516            | 1956                                | Virginia Da Brescia                                                                           | Lilì Kangy/'A cura 'e mammà                                                  |
| Vi-5544            | aprile 1956                         | Matteo Salvatore                                                                              | Lu pecurere/Bella mia                                                        |
| Vi-5545            | 1956                                | Matteo Salvatore                                                                              | Viva l'amore/Filomena                                                        |
| Vi-5546            | 1956                                | Matteo Salvatore                                                                              | Le dduie botte/Cardelluccio                                                  |
| Vi-5554            | 1956                                | Matteo Salvatore                                                                              | SS. Incoronata pt. 1/SS. Incoronata pt. 2                                    |
| Vi-5555            | 1956                                | Matteo Salvatore                                                                              | Il banditore/Concettina                                                      |
| Vi-5556            | 1956                                | Matteo Salvatore                                                                              | Voce palomma/Carmela                                                         |
| Vi-5557            | 1956                                | Matteo Salvatore                                                                              | Lu fiore/Francisco a lu paese                                                |
| Vi-5558            | 1956                                | Matteo Salvatore                                                                              | Cianciusella/Pettegolezzi delle commari                                      |
| Vi-5564            | 1956                                | Tienno Pattacini                                                                              | Bagliore/Cip Ciap                                                            |
| Vi-5565            | 1956                                | Tienno Pattacini                                                                              | Castillo/Per Quel Controfagotto                                              |
| Vi-5581            | 1956                                | Complesso Tropea-Zappalà-Failla - Canta Francesco Zappalà Calabrisella - Canzone con scenetta |                                                                              |
| Vi-5587            | 1956                                | Virginia Da Brescia (lato A) - Virginia Da Brescia e Mario Sandri (lato B)                    | Pota pò/Piccerella                                                           |
| Vi-5590            | 1956                                | Claudio Villa                                                                                 | Guardanno 'o mare/Piccerella                                                 |
| Vi-5596            | 1956                                | Claudio Villa                                                                                 | Tu sì Napule/Nun t'addurmì                                                   |
| Vi-5597            | 1956                                | Claudio Villa                                                                                 | Passione amara/Nun me guardà                                                 |
| Vi-5602            | 1956                                | Virginia Da Brescia                                                                           | Guaglione/'E rrose d''o core                                                 |
| Vi-5603            | 1956                                | Claudio Villa                                                                                 | Dincello tu/Peppeniello 'o trumbettiere                                      |
| Vi-5605            | 1956                                | Maria Paris                                                                                   | Nè guagliò/Enzo e Fonzo                                                      |
| Vi-5606            | 1956                                | Virginia Da Brescia (lato A) - Virginia Da Brescia e Mario Sandri (lato B)                    | Pe sunnà/'O russo e a rossa                                                  |
| Vi-5608            | 1956                                | Claudio Villa                                                                                 | Pota pò/Guaglione                                                            |
| Vi-5609            | 1956                                | Claudio Villa                                                                                 | Il ponte/Serenata dei miei sogni                                             |
| Vi-5610            | 1956                                | Claudio Villa                                                                                 | Suspiranno 'na canzone/Tu sì Napule                                          |
| Vi-5634            | 1956                                | Aldo Alvi e Gloria Christian ( (lato A) - Gloria Christian lato B)                            | A Nueva Laredo/Refrains                                                      |
| Vi-5639            | 1956                                | Tienno Pattacini                                                                              | Alza Bandiera/Galoppata nel West                                             |
| Vi-5640            | 1956                                | Tienno Pattacini                                                                              | Alicante/Lilli                                                               |
| Vi-5641            | 1956                                | Tienno Pattacini                                                                              | Vecchia Polca/Arlecchino                                                     |
| Vi-5642            | 1956                                | Tienno Pattacini                                                                              | Ricordati Marcellino/Rin tin Tin                                             |
| Vi-5648            | 1956                                | Matteo Salvatore                                                                              | La bicicletta/Lu piscatore                                                   |
| Vi-5649            | 1956                                | Matteo Salvatore                                                                              | Promessi sposi/Lu vecchiu                                                    |
| Vi-5650            | 1956                                | Claudio Villa                                                                                 | Tu scendi dalle stelle                                                       |
| Vi-5652            | 1956                                | Virginia Da Brescia                                                                           | Mangiateve 'o cocco/'Ncoppo 'o Vommero                                       |
| Vi-5653            | 1956                                | Virginia Da Brescia                                                                           | Carruzzella mia... fa tu/T'aggio fatto 'na fattura                           |
| Vi-5654            | 1956                                | Virginia Da Brescia                                                                           | Sciore 'e passione/A chi m'aggia spusà                                       |
| Vi-5673            | 1956                                | Nino Nipote                                                                                   | Guaglione/Suspiranno 'na canzone                                             |
| Vi-5712            | 1957                                | Tienno Pattacini                                                                              | Nueva Laredo/Rumba del Sole                                                  |
| Vi-5713            | 1957                                | Tienno Pattacini                                                                              | Vino Vino di A,North/Martinica                                               |
| Vi-5714            | 1957                                | Tienno Pattacini                                                                              | Tani Tani/Johnny Rumba                                                       |
| Vi-5756            | 21 gennaio 1957 e 19 settembre 1956 | Maria Paris e Luciano Glori / Maria Paris                                                     | Serenatella sciuè sciuè/Mamma miaaaaa!                                       |
| Vi-5757            | 6 febbraio 1957 e 24 gennaio 1957   | Luciano Glori                                                                                 | La cosa più bella/Per una volta ancora                                       |
| Vi-5758            | 1957                                | Luciano Glori                                                                                 | A poco a poco/Finalmente                                                     |
| Vi-5767            | 1957                                | Luciano Glori                                                                                 | Era l'epoca del "cuore"/Sorrisi e lacrime                                    |
| Vi-5769            | 1957                                | Luciano Glori                                                                                 | Venezia mia/Un filo di speranza                                              |
| Vi-5770            | 1957                                | Luciano Glori                                                                                 | Non ti ricordi più/Sono un sognatore                                         |
| Vi-5778            | 1957                                | Nino Nipote                                                                                   | Tu vuò fà l'americano/Serenatella sciuè sciuè                                |
| Vi-5799            | 1957                                | Sara Novi e Complesso Santangelo                                                              | Un violino nella notte/Riviera Jonica                                        |
| Vi-5808            | 1957                                | Gloria Christian                                                                              | Scusami/Casetta in Canadà                                                    |
| Vi-5851            | 1957                                | Luciano Glori                                                                                 | Luna parlante/Bene mio                                                       |
| Vi-5852            | 1957                                | Luciano Glori                                                                                 | M' è 'mparato a cantà/Malinconico Autunno                                    |
| Vi-5853            | 1957                                | Nino Nipote                                                                                   | Storta va diritta vene/Cantammola 'sta canzone!                              |
| Vi-5854            | 1957                                | Nino Nipote                                                                                   | Passiggiatella/Serenatella 'e maggio                                         |
| Vi-5856            | 1957                                | Gabriele Vanorio                                                                              | Stellamarina/Che resta cchiù                                                 |
| Vi-5857            | 1957                                | Nino Nipote                                                                                   | Passiggiatella/Tutto me parla 'e te                                          |
| Vi-5913            | 1957                                | Virginia Da Brescia                                                                           | 'A canzona 'e Vicienzo/Ricciulillo e Ricciulella                             |
| Vi-5914            | 1957                                | Virginia Da Brescia                                                                           | Cascatella/'A cinesa                                                         |
| Vi-5927            | 28 agosto 1957                      | Gloria Christian                                                                              | Maria Canaria/Giangiacomomaria                                               |
| Vi-5930            | 1957                                | Gloria Christian                                                                              | S'Agapò/Che m'e 'mparato a ffà                                               |
| Vi-5960            | 1957                                | Nino Nipote                                                                                   | 'A sunnambula/Nanassa                                                        |
| Vi-5961            | 1957                                | Nino Nipote                                                                                   | Ma che guaglione/Scugnezziello 'nnammurato                                   |
| Vi-5962            | 1957                                | Nino Nipote                                                                                   | Serenata a Carolina/Pazzagliona                                              |
| Vi-6009            | 1958                                | Tienno Pattacini                                                                              | Dolce Chitarra                                                               |
| Vi-6010            | 1958                                | Tienno Pattacini                                                                              | Lontano Amor/Fammi Sognar                                                    |
| Vi-6013            | 1958                                | Tienno Pattacini                                                                              | Cari Ricordi/Macao                                                           |
| Vi-6014            | 1958                                | Tienno Pattacini                                                                              | Allegra Sivigliana/Santander                                                 |
| Vi-6018            | 1958                                | Tienno Pattacini                                                                              | Terremoto/Monellina                                                          |
| Vi-6028            | 1958                                | Pino Mauro                                                                                    | Nu giro 'e ballo/Chella è nnata cu 'a cammesella                             |
| Vi-6063            | 1958                                | Luciano Glori                                                                                 | Domenica è sempre domenica/Ogne notte te sonno                               |
| Vi-6064            | 1958                                | Luciano Glori                                                                                 | Amare un'altra/Fantastica                                                    |
| Vi-6065            | 1958                                | Luciano Glori                                                                                 | Timida serenata/È molto facile dirsi addio                                   |
| Vi-6066            | 1958                                | Claudio Terni                                                                                 | Se tornassi tu/Arsura                                                        |
| Vi-6067            | 1958                                | Gloria Christian                                                                              | Tu sei del mio paese/Non potrai dimenticare                                  |
| Vi-6068            | 1958                                | Claudio Terni                                                                                 | Campana di Santa Lucia/Giuro d'amarti                                        |
| Vi-6069            | 1958                                | Gloria Christian                                                                              | Cos'è un bacio/Io sono te                                                    |
| Vi-6070            | 1958                                | Gloria Christian                                                                              | Nel blu dipinto di blu/L'edera                                               |
| Vi-6071            | 1958                                | Gloria Christian                                                                              | I trulli di Alberobello/Nozze d'oro                                          |
| Vi-6072            | 1958                                | Gloria Christian                                                                              | Fragole e cappellini/La canzone che piace a te                               |
| Vi-6073            | 1958                                | Tony Romano                                                                                   | Mille volte/È molto facile dirsi addio                                       |
| Vi-6074            | 1958                                | Tony Romano                                                                                   | Campana di Santa Lucia/Arsura                                                |
| Vi-6075            | 1958                                | Tony Romano                                                                                   | Nozze d'oro/L'edera                                                          |
| Vi-6076            | 1958                                | Tony Romano                                                                                   | Fantastica/Giuro d'amarti così                                               |
| Vi-6077            | 1958                                | Tony Romano                                                                                   | Cos'è un bacio/non potrai dimenticare                                        |
| Vi-6078            | 1958                                | Gloria Christian                                                                              | Timida serenata/Nel blu dipinto di blu                                       |
| Vi-6143            | 1958                                | Claudio Villa                                                                                 | Mare maje/Vola vola vola                                                     |
| Vi-6346            | 1959                                | Maria Paris                                                                                   | Sta miss 'nciucio/'O destino 'e ll'ate                                       |
| Vi-6350            | 1959                                | Mario Abbate                                                                                  | Passiuncella/Sì tu                                                           |
| Vi-6401            | 1959                                | Gloria Christian                                                                              | Si ce lassammo/'E strade d' 'a città                                         |
| Vi-6407            | 16 gennaio 1960                     | Gloria Christian                                                                              | "A" come amore/Vento, pioggia... scarpe rotte                                |
| Vi-6408            | 16 gennaio 1960                     | Gloria Christian                                                                              | Splende l'arcobaleno/Amore, abisso dolce                                     |

### 33 giri - 25 cm
|  | Numero di catalogo | Anno | Interprete                                                                         | Titoli                                         |
|  | ------------------ | ---- | ---------------------------------------------------------------------------------- | ---------------------------------------------- |
|  | ViMT 24000         | 1956 | Gabriele Vanorio                                                                   | Gabriele Vanorio                               |
|  | ViMT 24001         | 1956 | Alberto Berri                                                                      | Alberto Berri                                  |
|  | ViMT 24002         | 1957 | Alberto Berri                                                                      | Alberto Berri                                  |
|  | ViMT 24003         | 1957 | Gabriele Vanorio                                                                   | Gabriele Vanorio                               |
|  | ViMT 24004         | 1957 | Gabriele Vanorio                                                                   | Gabriele Vanorio                               |
|  | ViMT 24005         | 1957 | Claudio Villa                                                                      | Claudio Villa                                  |
|  | ViMT 24006         | 1957 | Claudio Villa                                                                      | Claudio Villa                                  |
|  | ViMT 24007         | 1957 | Peter Van Wood                                                                     | Van Wood Quartet                               |
|  | ViMT 24008         | 1957 | Peter Van Wood                                                                     | Van Wood Quartet                               |
|  | ViMT 24009         | 1957 | Peter Van Wood                                                                     | Van Wood Quartet                               |
|  | ViMT 24010         | 1957 | Peppino Principe                                                                   | Fisarmonicista Principe e Ritmi                |
|  | ViMT 24011         | 1957 | Peter Van Wood                                                                     | Van Wood Quartet                               |
|  | ViMT 24014         | 1957 | Claudio Villa                                                                      | Claudio Villa                                  |
|  | ViMT 24015         | 1957 | Tony Romano                                                                        | Tony Romano                                    |
|  | ViMT 24016         | 1957 | Claudio Villa                                                                      | Claudio Villa                                  |
|  | ViMT 24017         | 1957 | Tony Romano                                                                        | Tony Romano                                    |
|  | ViMT 24018         | 1957 | Claudio Villa                                                                      | Claudio Villa                                  |
|  | ViMT 24019         | 1957 | Claudio Villa                                                                      | Claudio Villa                                  |
|  | ViMT 24020         | 1957 | Claudio Villa                                                                      | Claudio Villa                                  |
|  | ViMT 24028         | 1957 | Claudio Villa                                                                      | Claudio Villa                                  |
|  | ViMT 24033         | 1957 | Claudio Villa                                                                      | Claudio Villa                                  |
|  | ViMT 24034         | 1957 | Claudio Villa                                                                      | Claudio Villa                                  |
|  | ViMT 24038         | 1957 | Claudio Villa                                                                      | Claudio Villa                                  |
|  | ViMT 24043         | 1957 | Gloria Christian                                                                   | Gloria Christian                               |
|  | VIMT 24049         | 1957 | Gloria Christian, Luciano Rondinella, Luciano Glori, Nino Nipote, Gabriele Vanorio | Quinto Festival della canzone Napoletana       |
|  | ViMT 24052         | 1957 | Claudio Terni                                                                      | Claudio Terni                                  |
|  | ViMT 24053         | 1957 | Claudio Villa                                                                      | Claudio Villa                                  |
|  | ViMT 24054         | 1959 | Claudio Villa                                                                      | Claudio Villa                                  |
|  | ViMT 24055         | 1959 | Claudio Villa                                                                      | Claudio Villa                                  |
|  | ViMT 24056         | 1957 | Gloria Christian                                                                   | Gloria Christian                               |
|  | ViMT 24057         | 1959 | Claudio Villa                                                                      | Claudio Villa                                  |
|  | ViMT 24058         | 1958 | Gloria Christian, Claudio Terni e Luciano Glori                                    | Gloria Christian, Claudio Terni, Luciano Glori |
|  | VIMT 24065         | 1958 | Gloria Christian, Claudio Terni, Mario Abbate, Maria Paris                         | Sesto Festival della canzone Napoletana        |
|  | ViMT 24069         | 1959 | Esecutori vari                                                                     | Settimo Festival della Canzone Napoletana      |
|  | ViMT 24073         | 1960 | Esecutori vari                                                                     | Ottavo Festival della Canzone Napoletana       |

### 33 giri - 30 cm - Serie ViMT
| Numero di catalogo | Anno            | Interprete      | Titoli                                  |
| ------------------ | --------------- | --------------- | --------------------------------------- |
| VLMT 06403         | 1960            | Doug Fowlkes    | Doug Fowlkes and the Airdales           |
| ViMT 08402         | 1965            | Claudio Villa   | Souvenir de Rome                        |
| ViMT 08413         | 1964            | Maria Paris     | Souvenir de Naples                      |
| ViMT 08433         | 1964            | Interpreti vari | Anema e core. Melodie popolari italiane |
| ViMT 08436         | 1964            | Claudio Villa   | Claudio Villa stornella                 |
| ViMT 08437         | 1965            | Mario Abbate    | Melodie popolari italiane               |
| ViMT 08438         | 1966            | Mario Abbate    | Melodie popolari italiane vol. 2        |
| ViMT 08439         | 1966            | Mario Abbate    | Melodie popolari italiane vol. 3        |
| ViMT 08440         | 1967            | Mario Abbate    | Melodie popolari italiane vol. 4        |
| ViMT 08455         | 1967            | Alberto Berri   | Alberto Berri                           |
| ViMT 08456         | 1967            | Mario Abbate    | Mario Abbate                            |
| ViMT 08459         | 28 ottobre 1968 | Giulietta Sacco | Melodie popolari italiane               |
| LP 2006            | 1968            | Gino Di Procida | Gino Di Procida                         |
| LP-IM 763          | 1982            | Mario Trevi     | Mario Trevi, 15° volume                 |

### 33 giri - 30 cm - Serie ViS
| Numero di catalogo | Anno | Interprete | Titoli                                     |
| ------------------ | ---- | --- | ------------------------------------------ |
| VIS LP 2007        | 1961 | Claudio Villa | Souvenir de Naples                         |
| VIS LP 2008        | 1961 | Claudio Villa | Canta Napoli 2                             |
| VIS LP 2009        | 1961 | Claudio Villa | Nozze d'argento 25 anni di successo        |
| VIS LP 2030        | 1962 | Maria Paris | Maria Paris                                |
| VIS LP 2036        | 1962 | Complesso Caratteristico lucano Gino Volpe | Souvenir d'Italie                          |
| VIS LP 2042        | 1962 | Claudio Villa | Nozze d'argento 25 anni di successo vol. 2 |
| VIS LP 2044        | 1962 | Claudio Villa | Nozze d'argento 25 anni di successo vol. 3 |
| VIS LP 2059        | 1962 | Claudio Villa | Canto a voce piena                         |
| VIS LP 2064        | 1964 | Claudio Villa e Alvaro Amici | I protagonisti vol. 5                      |
| VIS LP 2066        | 1964 | Sergio Bruni / Maria Paris / Tullio Pane / Antonio Buonomo / Virginia Da Brescia / Giacomo Rondinella / Alberto Berri / Marcella Altieri Gabriele Vanorio / Mimmo Rocco / Claudio Terni / Nino Nipote | Concerto per Napoli vol. 2                 |
| VIS LP 2083        | 1964 | Claudio Villa | Le serenate di Claudio Villa               |
| VIS LP 2088        | 1964 | Claudio Villa | Claudio Villa                              |
| VIS LP 2094        | 1965 | Claudio Villa | Claudio Villa                              |

### EP
| Numero di catalogo | Anno             | Interprete         | Titoli |
| ------------------ | ---------------- | ------------------ | --- |
| ViMQ 14000         | 1955             | Claudio Villa      | Perdonami/Luna rossa/Signora/Terra straniera                                                                |
| ViMQ 14001         | 1955             | Claudio Villa      | Claudio Villa dispettoso 1/Claudio Villa dispettoso 2/Claudio Villa innamorato 1/Claudio Villa innamorato 2 |
| ViMQ 14006         | 1954             | Maria Paris        | 'A ze maesta/Kinghi kinghi e kinghi ku/Totonno 'o piscatore/Io stongo 'o primmo piano                       |
| ViMQ 14008         | 29 novembre 1954 | Van Wood Quartet   | Te voglio bene (tanto tanto)/Io songo milanese/From here to eternity/Make love to me                        |
| ViMQ 14021         | 1955             | Claudio Villa      | Buongiorno tristezza/Incantatella/Un cuore/Il torrente                                                      |
| ViMQ 14034         | 1955             | Maria Paris        | 'A cartulina 'e Napule/Ninì Tirabusciò/Carcioffolà/Canzuncella p''e furastiere                              |
| ViMQ 14037         | 1955             | Claudio Villa      | Madonna amore/Walzer dell'allegria/Serenata al mio bambino/Zingarella                                       |
| ViMQ 14038         | 1956             | Claudio Villa      | Nisciuna è comme 'a 'tte/Non ti scordar di me/'O surdato 'nnammurato/Santa Lucia luntana                    |
| ViMQN 14044        | 1956             | Claudio Villa      | Cinque confetti/La luna nel rio/Spazzacamino/Tre sorelle                                                    |
| ViMQN 14083        | 1956             | Marcella Altieri   | Refrains/Mes mains/La valse tourne/Chanson pour l'auvergnat                                                 |
| ViMQ 13066         | 1956             | Claudio Villa      | Canta Pusilleco/Jamme jamme Catarì/Maruzzella/Scapricciatiello                                              |
| ViMQN 14096        | 1956             | Claudio Villa      | Addio sogni di gloria/Non ti scordar di me/Torna piccina/Via maestra                                        |
| ViMQN 14098        | 1957             | Claudio Villa      | Cammina cammina/Come le rose/Madonnina delle lacrime/Serenata al mio bambino                                |
| ViMQN 14099        | 1957             | Claudio Villa      | Addio signora/Canta se la vuoi cantare 1/Canta se la vuoi cantare 2/Fili d'oro                              |
| ViMQN 14100        | 1957             | Claudio Villa      | Dincello tu/Guaglione/Passione amara/Peppeniello 'o trumbettiere                                            |
| ViMQN 14101        | 1957             | Claudio Villa      | Arrivederci Roma/Guaglione/Maruzzella/Scapricciatiello                                                      |
| ViMQN 14102        | 1957             | Claudio Villa      | Bruna Maria del porto/Guaglione/Madonna delle rose/Ti voglio come sei                                       |
| ViMQN 14103        | 1957             | Claudio Villa      | Bella dispettosa/Gigolette/Samba alla fiorentina/Signora                                                    |
| ViMQN 14104        | 1957             | Claudio Villa      | Addio sogni di gloria/Ho pianto per te/Letterine del soldato/Vola colomba                                   |
| ViMQN 14105        | 1957             | Claudio Villa      | Abito da sera/La signora di trent'anni fa/'Na sera 'e maggio/Munasterio 'e Santa Chiara                     |
| ViMQN 14106        | 1957             | Claudio Villa      | Malafemmena/Ma perché malinconia/Sciummo/Terra straniera                                                    |
| ViMQN 14109        | 1957             | Antonio Basurto    | 'Na casa a Ischia/Ischia se chiamma/Ischia, parole e musica/Ischia                                          |
| ViMQ 14112         | 1957             | Tony Romano        | Tango Nuevo/Posso ancora perdonare/Hernando, un caffè/Lisboa Antigua                                        |
| ViMQN 14116        | 1957             | Claudio Venturelli | Basta un poco di musica/Maria Candelaria/Calypso sotto la pioggia/Come Thais                                |
| ViMQN 14117        | 1957             | Claudio Villa      | Arrivederci Roma/Casa mia/Com'è bello fà l'amore quanno è sera/L'eco der core                               |
| ViMQN 14118        | 1958             | Claudio Villa      | Fontane romane/'Na gita a li castelli/Piazza di Spagna/Quanno er sole de Roma lascia li sette colli         |
| ViMQN 14119        | 1958             | Claudio Villa      | Carmela/'O surdato 'nnammurato/Santa Lucia luntana/Uocchie c'arraggiunate                                   |
| ViMQN 14120        | 1958             | Claudio Villa      | Me sò 'mbriacato 'e sole/Luna rossa/Sciummo/'Nu quarto 'e luna                                              |
| ViMQ 14136         | 1958             | Gabriele Vanorio   | Ah l'ammore che ffa fà/Santanotte/Funtana a ll'ombra/Campagno'                                              |
| ViMQN 14140        | 1958             | Claudio Terni      | Chiove a zeffunno/Torna a vucà/Vurria.../Maistrale                                                          |
| ViMQ 14167         | 1959             | Gloria Christian   | Cerasella/Sarrà chi sa...!/Suttanella e Cazunciello/Napule 'ncopp'a luna                                    |
| ViMQ 14182         | 1960             | Peppino Principe   | El bandido/Angelitos mio/Tango madrileno/Il vostro tango                                                    |

### 45 giri

#### Numerazione 36xxx
| Numero di catalogo | Anno | Interprete                                                                      | Titoli |
| ------------------ | ---- | ------------------------------------------------------------------------------- | --- |
| Vi MQN 36007       | 1956 | Claudio Villa                                                                   | Guaglione/Suspiranno 'na canzone                                                                                 |
| Vi MQN 36027       | 1957 | Gloria Christian                                                                | 'O treno d''a fantasia/Lazzarella                                                                                |
| ViMQN 36031        | 1957 | Nino Nipote                                                                     | Storta va diritta vene/Cantammola 'sta canzone!                                                                  |
| ViMQN 36032        | 1957 | Nino Nipote                                                                     | Passiggiatella/?                                                                                                 |
| ViMQN 36034        | 1957 | Gabriele Vanorio                                                                | Stellamarina/Che resta cchiù                                                                                     |
| ViMQN 36035        | 1957 | Nino Nipote                                                                     | Tutto me parla 'e te/?                                                                                           |
| Vi MQN 36050       | 1957 | Claudio Terni                                                                   | Serenatella sciuè sciuè/Chella llà                                                                               |
| Vi MQN 36052       | 1957 | Luciano Glori                                                                   | Signorina Maria/Rondò infinito                                                                                   |
| Vi MQN 36053       | 1957 | Claudio Terni                                                                   | Monello fiorentino/Rocce rosse                                                                                   |
| Vi MQN 36054       | 1957 | Claudio Terni                                                                   | Malinconico autunno/Passiggiatella                                                                               |
| Vi MQN 36059       | 1957 | Claudio Terni                                                                   | Ti voglio come sei/Tango del cuore                                                                               |
| Vi MQN 36060       | 1957 | Claudio Villa                                                                   | Romanina del bajon/Carrozzella romana                                                                            |
| Vi MQN 36061       | 1957 | Claudio Villa                                                                   | Valzer dell'allegria/Zingarella                                                                                  |
| Vi MQN 36062       | 1957 | Claudio Villa                                                                   | Scapricciatiello/L'hai voluto tu                                                                                 |
| Vi MQN 36071       | 1957 | Gabriele Vanorio                                                                | Ave Maria (Gounod)/Ave Maria (Schubert)                                                                          |
| Vi MQN 36076       | 1957 | Tony Romano fisarmonica                                                         | Le Rififi/Quei poveri Parigini                                                                                   |
| Vi MQN 36088       | 1957 | Claudio Terni                                                                   | Luna busciarda/Sunatore 'e pianino                                                                               |
| Vi MQN 36103       | 1958 | Claudio Terni                                                                   | Cammino delle tre fonti/Chitarra romana                                                                          |
| Vi MQN 36108       | 1958 | Claudio Terni                                                                   | Addio, sogni di gloria/Mattinata fiorentina                                                                      |
| Vi MQN 36111       | 1958 | Complesso Flecsus                                                               | Guappetiello/'Na casa a Ischia                                                                                   |
| Vi MQN 36114       | 1958 | Complesso Flecsus                                                               | Non posso camminare sola/Dolce abitudine                                                                         |
| Vi MQN 36135       | 1958 | Nick Pagano e Gloria Christian (lato A)/Gloria Christian (lato B)               | 'O calippese napulitano/'O cantastorie                                                                           |
| Vi MQN 36137       | 1958 | Nick Pagano (lato A)/Gloria Christian (lato B)                                  | Bast'ammore pè campà/Voglio a tte                                                                                |
| Vi MQN 36138       | 1958 | Claudio Terni                                                                   | Chiove a zeffunno/Torna a vucà                                                                                   |
| Vi MQN 36139       | 1958 | Claudio Terni                                                                   | Vurria.../Maistrale                                                                                              |
| Vi MQN 36140       | 1958 | Antonio Basurto / Gloria Christian e Antonio Basurto                            | Serenata arraggiata/'O palluncino                                                                                |
| Vi MQN 36142       | 1958 | Maria Paris                                                                     | Tuppe tuppe, Mariscià/Masto Andrea                                                                               |
| Vi MQN 36145       | 1958 | Nick Pagano                                                                     | Come prima/Ti dirò                                                                                               |
| Vi MQN 36147       | 1958 | Claudio Terni                                                                   | Vurria.../Chiove a zeffunno                                                                                      |
| Vi MQN 36148       | 1958 | Mario Abbate                                                                    | Suonno a Marechiaro/Chiove a zeffunno                                                                            |
| Vi MQN 36184       | 1958 | Tony Romano                                                                     | Hernando, un caffè/È presto                                                                                      |
| Vi MQN 36209       | 1958 | Orchestra di tanghi Morres                                                      | Tango delle rose/Cielo azzurro                                                                                   |
| Vi MQN 36212       | 1958 | Mario Abbate                                                                    | Che m'he fatto/Fravulella                                                                                        |
| Vi MQN 36254       | 1958 | Principe e i suoi Campagnoli                                                    | El Relicario/Espana cani                                                                                         |
| Vi MQN 36269       | 1958 | Tony Cucchiara                                                                  | Buonasera (signorina)/Un certo sorriso                                                                           |
| Vi MQN 36270)      | 1958 | Tony Cucchiara                                                                  | Buonasera (signorina)/A Certain Smile                                                                            |
| Vi MQN 36271       | 1958 | Nick Pagano                                                                     | Brivido blu/Ciao...Ciao...Ciao...                                                                                |
| Vi MQN 36273       | 1958 | Claudio Villa                                                                   | Me sò 'mbriacato 'e sole/Luna rossa                                                                              |
| Vi MQN 36274       | 1958 | Claudio Villa                                                                   | Buongiorno tristezza/Incantatella                                                                                |
| Vi MQN 36275       | 1958 | Claudio Villa                                                                   | Terra straniera/Perdonami                                                                                        |
| Vi MQN 36276       | 1958 | Claudio Villa                                                                   | Torna piccina/Non ti scordar di me                                                                               |
| Vi MQN 36277       | 1958 | Claudio Villa                                                                   | 'O surdato "nnammurato/Santa Lucia luntana                                                                       |
| Vi MQN 36278       | 1958 | Claudio Villa                                                                   | Come le rose/Spazzacamino                                                                                        |
| Vi MQN 36279       | 1958 | Claudio Villa                                                                   | Addio signora/Fili d'oro                                                                                         |
| Vi MQN 36280       | 1958 | Claudio Villa                                                                   | 'Na sera 'e maggio/Anema e core                                                                                  |
| Vi MQN 36281       | 1958 | Claudio Villa                                                                   | Fontane romane/Nannì ('Na gita a li castelli)                                                                    |
| Vi MQN 36283       | 1958 | Graziella Delfino                                                               | La pioggia cadrà/È sempre bello                                                                                  |
| Vi MQN 36286       | 1958 | Claudio Terni                                                                   | Chella d' 'o terzo piano/Vocca bella                                                                             |
| Vi MQN 36288       | 1958 | Claudio Villa                                                                   | L'hai voluto tu/Ti voglio come sei                                                                               |
| Vi MQN 36289       | 1958 | Pino Mauro                                                                      | Serenata 'e piscatore/Nnammuratamente                                                                            |
| Vi MQN 36300       | 1958 | Quartetto Bruno De Lucia                                                        | Basta un poco di musica/Allegro motivetto                                                                        |
| Vi MQN 36305       | 1958 | Nando Prato                                                                     | Senza catene/Ti scrivo e piango                                                                                  |
| Vi MQN 36308 (1)   | 1958 | Claudio Villa                                                                   | Tu scendi dalle stelle/Novena di Natale (zampogne)                                                               |
| Vi MQN 36308 (2)   | 1958 | Claudio Villa e Gloria Christian                                                | Tu scendi dalle stelle/Buon Natale a te                                                                          |
| Vi MQN 36309       | 1958 | Mario Abbate                                                                    | 'O vico de' chitarre/Frennesia                                                                                   |
| Vi MQN 36315       | 1958 | Tony Cucchiara                                                                  | Volevo un tango/Gioca a flipper (la mia ragazza)                                                                 |
| Vi MQN 36316       | 1958 | Tony Cucchiara                                                                  | Buonasera (signorina)/M'addormento con te                                                                        |
| Vi MQN 36318       | 1958 | Dana Ghia                                                                       | Quand je monte chez toi/Dors, mon amour                                                                          |
| Vi MQN 36319       | 1958 | Claudio Terni                                                                   | Mucho mucho/L'abito de Roma                                                                                      |
| Vi MQN 36322       | 1959 | Dana Ghia                                                                       | The hula hoop song/Till                                                                                          |
| Vi MQN 36323       | 1959 | Claudio Terni                                                                   | Serenata amara/Cammino delle tre fonti                                                                           |
| Vi MQN 36336       | 1959 | Tony Cucchiara                                                                  | Conoscerti/Tua                                                                                                   |
| Vi MQN 36342       | 1959 | Maria Paris e Tony Cucchiara (lato A) - Maria Paris (lato B)                    | Una marcia in fa/Lì per lì                                                                                       |
| Vi MQN 36344       | 1959 | Claudio Terni                                                                   | Avevamo la stessa età/Sempre con te                                                                              |
| Vi MQN 36345       | 1959 | Claudio Terni                                                                   | Un bacio sulla bocca/La vita mi ha dato solo te                                                                  |
| Vi MQN 36349       | 1959 | Claudio Villa                                                                   | Anema e core/'Nu quarto 'e luna                                                                                  |
| Vi MQN 36350       | 1959 | Claudio Villa                                                                   | Carmela/Uocchie c'arraggiunate                                                                                   |
| Vi MQN 36351       | 1959 | Claudio Villa                                                                   | Stornello a pungolo/Addio sogni di gloria                                                                        |
| Vi MQN 36352       | 1959 | Maria Paris                                                                     | 'A cartulina 'e Napule/Ninì Tirabusciò                                                                           |
| Vi MQN 36353       | 1959 | Claudio Villa                                                                   | Abito da sera/La signora di trent'anni fa                                                                        |
| Vi MQN 36354       | 1959 | Claudio Villa                                                                   | Signora/Un garofano rosso                                                                                        |
| Vi MQN 36355       | 1959 | Claudio Villa                                                                   | Munasterio 'e Santa Chiara/Sciummo                                                                               |
| Vi MQN 36356       | 1959 | Claudio Villa                                                                   | Canta se la vuoi cantare 1 p./Canta se la vuoi cantare 2 p.                                                      |
| Vi MQN 36357       | 1959 | Claudio Villa                                                                   | Claudio Villa dispettoso 1 p./Claudio Villa dispettoso 2 p.                                                      |
| Vi MQN 36358       | 1959 | Claudio Villa                                                                   | Claudio Villa innamorato 1 p./Claudio Villa innamorato 2 p.                                                      |
| Vi MQN 36359       | 1959 | Claudio Terni                                                                   | Chitarra romana/Amor di pastorello                                                                               |
| Vi MQN 36360       | 1959 | Claudio Terni                                                                   | Capinera/Vipera                                                                                                  |
| Vi MQN 36365       | 1959 | Claudio Villa                                                                   | Samba alla fiorentina/Arrivederci Roma                                                                           |
| Vi MQN 36366       | 1959 | Claudio Terni                                                                   | Come pioveva/Mamma                                                                                               |
| Vi MQN 36368       | 1959 | Claudio Villa                                                                   | Balocchi e profumi/Cara piccina                                                                                  |
| Vi MQN 36369       | 1959 | Claudio Villa                                                                   | Serenata delle serenate/Tango di mezzanotte                                                                      |
| Vi MQN 36370       | 1959 | Claudio Villa                                                                   | Cinque confetti/La luna nel rio                                                                                  |
| Vi MQN 36372       | 1959 | Claudio Terni                                                                   | Mattinata fiorentina/Firenze sogna                                                                               |
| Vi MQN 36380       | 1959 | Claudio Villa                                                                   | Canto a voce piena/Torna                                                                                         |
| Vi MQN 36381       | 1959 | Claudio Villa                                                                   | Vola vola vola/Mondina                                                                                           |
| Vi MQN 36382       | 1959 | Claudio Villa                                                                   | I' te vurria vasà/Pasquale militare                                                                              |
| Vi MQN 36383       | 1959 | Maria Paris                                                                     | 'O cunto 'e Mariarosa/Canzuncella pè furastiere                                                                  |
| Vi MQN 36384       | 1959 | Orchestra Tienno Pattacini                                                      | Battagliero/Primo Tango                                                                                          |
| Vi MQN 36385       | 1959 | Tony Cucchiara                                                                  | Oh Lola!/Non è un giorno qualunque                                                                               |
| Vi MQN 36396       | 1959 | Nick Pagano                                                                     | © |
| Vi MQN 36403       | 1959 | Gabriele Vanorio                                                                | Ah! L'ammore che ffa fa!/'A santanotte                                                                           |
| Vi MQN 36405       | 1959 | Gabriele Vanorio                                                                | Marechiaro/'E spingole frangese                                                                                  |
| Vi MQN 36406       | 1959 | Gabriele Vanorio                                                                | Napule ca se ne va/Canzona bella                                                                                 |
| Vi MQN 36409       | 1959 | Gabriele Vanorio                                                                | Voce 'e notte/Silenzio cantatore                                                                                 |
| Vi MQN 36414       | 1959 | Gabriele Vanorio                                                                | Core furastiere/Comme se canta a Napule                                                                          |
| Vi MQN 36416       | 1959 | Tony Cucchiara                                                                  | Nun tremmà/Suonne, suspire e lacrime                                                                             |
| Vi MQN 36421       | 1959 | Sam Blok Quartet                                                                | It's easy/The little lost child                                                                                  |
| Vi MQN 36439       | 1959 | Gabriele Vanorio                                                                | 'O marenariello/Santa Lucia luntana                                                                              |
| Vi MQN 36440       | 1959 | Gabriele Vanorio                                                                | Mmiezz''o grano/Dduje paravise                                                                                   |
| Vi MQN 36442       | 1959 | Gabriele Vanorio                                                                | Tarantella internazionale/Funiculì funiculà                                                                      |
| Vi MQN 36443       | 1959 | Gabriele Vanorio                                                                | Io, na chitarra e 'a luna/Quanno tramonta 'o sole                                                                |
| Vi MQN 36445       | 1959 | Gabriele Vanorio                                                                | Brinneso/Lacreme napulitane                                                                                      |
| Vi MQN 36449       | 1959 | Gabriele Vanorio                                                                | 'O surdato 'nnammurato/Torna maggio                                                                              |
| Vi MQN 36450       | 1959 | Gabriele Vanorio                                                                | 'O paese d''o sole/Tiempe belle                                                                                  |
| Vi MQN 36453       | 1959 | Claudio Terni                                                                   | Terra straniera/Alba sul mare                                                                                    |
| Vi MQN 36462       | 1959 | Gabriele Vanorio                                                                | Core 'ngrato/'A vucchella                                                                                        |
| Vi MQN 36464       | 1959 | Gabriele Vanorio                                                                | Dicitencelle vuie/Piscatore 'e Pusilleco                                                                         |
| Vi MQN 36466       | 1959 | Gabriele Vanorio                                                                | Guapparia/Popolo pò                                                                                              |
| Vi MQN 36467       | 1959 | Gabriele Vanorio                                                                | 'O mese d''e rrose/Tu ca nun chiagne                                                                             |
| Vi MQN 36472       | 1959 | Gloria Christian                                                                | Cerasella/Sarrà chi sa...!                                                                                       |
| Vi MQN 36482       | 1959 | Gabriele Vanorio                                                                | 'O sole mio/Torna a Surriento                                                                                    |
| Vi MQN 36528       | 1959 | Pino Mauro                                                                      | Senz'e te/Canzona sulitaria                                                                                      |
| Vi MQN 36564       | 1959 | Mario Abbate                                                                    | 'O zampugnaro 'nnammurato/Reginella                                                                              |
| Vi MQN 36438       | 1959 | Maria Paris                                                                     | Neh guagliò!/Enzo e Fonzo                                                                                        |
| Vi MQN 36473       | 1959 | Gloria Christian                                                                | Suttanella e Cazunciello/Napule 'ncopp'a luna                                                                    |
| Vi MQN 36474       | 1959 | Maria Paris                                                                     | Napulione 'e Napule/Stella furastiera                                                                            |
| Vi MQN 36475       | 1959 | Maria Paris                                                                     | Sta miss 'nciucio/'O destino 'e ll'ate                                                                           |
| Vi MQN 36476       | 1959 | Dana Ghia                                                                       | Ammore celeste/Scurdammoce ‘e ccose d’ ‘o munno                                                                  |
| Vi MQN 36477       | 1959 | Dana Ghia                                                                       | Primme e doppo/Solitudine                                                                                        |
| Vi MQN 36479       | 1959 | Mario Abbate                                                                    | Passiuncella/Sì tu                                                                                               |
| Vi MQN 36482       | 1959 | Gabriele Vanorio                                                                | Torna a Surriento/'O sole mio                                                                                    |
| Vi MQN 36491       | 1959 | Tony Romano                                                                     | Donna/Eri piccola così                                                                                           |
| Vi MQN 36495       | 1959 | Maria Paris                                                                     | Rancefellone/Napulitanella                                                                                       |
| Vi MQN 36497       | 1959 | Mario Abbate                                                                    | Io sò napulitano/È bello 'o mare                                                                                 |
| Vi MQN 36498       | 1959 | Mario Abbate                                                                    | Lettere stracciate/Ll'uocchie ca parlano                                                                         |
| Vi MQN 36500       | 1959 | Rosetta Fucci                                                                   | Stornelli capricciosi parte 1°/Stornelli capricciosi parte 2°                                                    |
| Vi MQN 36504       | 1959 | Tony Cucchiara                                                                  | Avviene/Guardami                                                                                                 |
| Vi MQN 36509       | 1959 | Rosetta Fucci                                                                   | Stornelli amorosi parte 1°/Stornelli amorosi parte 2°                                                            |
| Vi MQN 36513       | 1959 | Tony Cucchiara                                                                  | I Sing "Ammore"/Amorevole                                                                                        |
| Vi MQN 36514       | 1959 | Sam Blok Quartet                                                                | Venus/Kriminal tango                                                                                             |
| Vi MQN 36522       | 1959 | Claudio Terni                                                                   | Pastorella sarda/Sardegna                                                                                        |
| Vi MQN 36523       | 1959 | Mario Abbate                                                                    | Ammore chesto fa!/'O tesoro 'e Napule                                                                            |
| Vi MQN 36529       | 1959 | Maria Paris                                                                     | Diavulella/Durmigliò                                                                                             |
| Vi MQN 36533       | 1960 | Gloria Christian                                                                | A come amore/Vento, pioggia, scarpe rotte                                                                        |
| Vi MQN 36534       | 1960 | Gloria Christian                                                                | Splende l'arcobaleno/Amore abisso dolce                                                                          |
| Vi MQN 36546       | 1960 | Complesso Calabresella (cantano Mimmo Versace, Franco Silipo e Fernanda Funaro) | 'A Nuvena 'i Natali/Bon Capu d'anni                                                                              |
| Vi MQN 36549       | 1960 | Maria Paris                                                                     | Mullechella/Senz''e te                                                                                           |
| Vi MQN 36558       | 1960 | Mario Abbate                                                                    | Perderti/Splende il sole                                                                                         |
| Vi MQN 36559       | 1960 | Tony Cucchiara                                                                  | Invoco te/Non sei felice                                                                                         |
| Vi MQN 36560       | 1960 | Tony Cucchiara (lato A) - Gloria Christian (lato B)                             | Noi/Notte mia |
| Vi MQN 36563       | 1960 | Mario Abbate                                                                    | Brava gente/Palomma                                                                                              |
| Vi MQN 36565       | 1960 | Tony Cucchiara                                                                  | Quando ascolto Nat King Cole/Non potrò scordar...(quest'estate)                                                  |
| Vi MQN 36574       | 1960 | Mario Abbate                                                                    | Nnammurato da' fantasia/Nun sò cchiù niente pè tte                                                               |
| Vi MQN 36576       | 1960 | Daina Mit e I Rockers                                                           | Gattino innamorato/La luna a pezzi                                                                               |
| Vi MQN 36590       | 1960 | Tony Cucchiara                                                                  | Morgen/Il mio domani                                                                                             |
| Vi MQN 36591       | 1960 | Daina Mit                                                                       | Non portare tuo cugino/Ancora un rock                                                                            |
| Vi MQN 36597       | 1960 | Gloria Christian                                                                | Serenatella co' sì e co' no/Turnammece a 'ncuntrà                                                                |
| Vi MQN 36598       | 1960 | Gloria Christian                                                                | Cucù-setté/Pe' 'nu raggio 'e luna                                                                                |
| Vi MQN 36599       | 1960 | Mario Abbate                                                                    | Nuvole/Stasera, si                                                                                               |
| Vi MQN 36600       | 1960 | Mario Abbate                                                                    | 'E stelle cadente/Musica 'mpruvvisata                                                                            |
| Vi MQN 36601       | 1960 | Nunzio Gallo                                                                    | 'Sti mmane/Sempe tu                                                                                              |
| Vi MQN 36602       | 1960 | Nunzio Gallo                                                                    | 'E rrose e tu/Nun me parlate 'e mare                                                                             |
| Vi MQN 36610       | 1960 | Gina Armani                                                                     | Altra sigaretta/Distrattamente                                                                                   |
| Vi MQN 36611       | 1960 | Claudio Villa e Duo Vis                                                         | Ho pianto per te/Vola colomba                                                                                    |
| Vi MQN 36612       | 1960 | Claudio Villa                                                                   | Dormi mamma/Signora                                                                                              |
| Vi MQN 36613       | 1960 | Coro della S.A.T.                                                               | Fila, fila/Teresina, va ti vesti                                                                                 |
| Vi MQN 36627       | 1960 | Daina Mit                                                                       | Il barattolo/Briciole di baci                                                                                    |
| Vi MQN 36628       | 1960 | Gina Garofalo                                                                   | Sono innamorata di te/Canzoncina                                                                                 |
| Vi MQN 36629       | 1960 | Enrico Fiume                                                                    | Marenà/Stella stè                                                                                                |
| Vi MQN 36630       | 1960 | Pino Mauro                                                                      | Core e pensiero/Faccella triste                                                                                  |
| Vi MQN 36642       | 1960 | Claudio Villa                                                                   | Campanaro/Vecchio scarpone                                                                                       |
| Vi MQN 36643       | 1960 | Claudio Villa e Trio Vocale Vis                                                 | La colpa fu/Il torrente                                                                                          |
| Vi MQN 36644       | 1960 | Claudio Villa                                                                   | La vita è bella/Com'è bello fa l'amore quanno è sera                                                             |
| Vi MQN 36645       | 1960 | Claudio Villa                                                                   | Roma sei sempre tu/Casetta de Trastevere                                                                         |
| Vi MQN 36646       | 1960 | Claudio Villa                                                                   | I' te vurria vasà/Marechiaro                                                                                     |
| Vi MQN 36653       | 1960 | Maria Paris                                                                     | Comme facette mammeta/'A tazza 'e cafè                                                                           |
| Vi MQN 36654       | 1960 | Nick Pagano                                                                     | John Barleycorn (Birra e Whisky)/Fiorentina, tina tina                                                           |
| Vi MQN 36658       | 1960 | Lino Verde                                                                      | Dove sei/Dimme si                                                                                                |
| Vi MQN 36674       | 1960 | Claudio Villa                                                                   | Buonanotte Cosenza/Tutte le mamme                                                                                |
| Vi MQN 36675       | 1960 | Claudio Villa                                                                   | Quanno a Roma 'na maschietta te vò bene/Casa mia                                                                 |
| Vi MQN 36677       | 1960 | Virginia Da Brescia                                                             | La spagnola/'A frangesa                                                                                          |
| Vi MQN 36695       | 1961 | Maria Paris                                                                     | Carcioffolà/L'addio                                                                                              |
| Vi MQN 36696       | 1961 | Matteo Salvatore                                                                | La bicicletta/Il venditore ambulante                                                                             |
| Vi MQN 36700       | 1961 | Claudio Villa                                                                   | Giuramento/Martellacore                                                                                          |
| Vi MQN 36701       | 1961 | Claudio Villa                                                                   | Si tu me cercarraje/Te stò aspettanno                                                                            |
| Vi MQN 36702       | 1961 | Claudio Villa                                                                   | Arrotino/Signorinella                                                                                            |
| Vi MQN 36703       | 1961 | Maria Teresa Cau                                                                | A ninnare a ninnia/Duetto nuorese                                                                                |
| Vi MQN 36704       | 1961 | Maria Teresa Cau                                                                | Duetto amorosu/Ballo de amore                                                                                    |
| Vi MQN 36705       | 1961 | Maria Teresa Cau                                                                | Augurios parte 1/Augurios parte 2                                                                                |
| Vi MQN 36708       | 1961 | Claudio Villa                                                                   | Nun t'addurmì/Canta Pusilleco                                                                                    |
| Vi MQN 36718       | 1961 | Matteo Salvatore                                                                | Francisco a lu paese/Lu piscatore                                                                                |
| Vi MQN 36724       | 1961 | Matteo Salvatore                                                                | Lu limone/Morte traditrice                                                                                       |
| Vi MQN 36725       | 1961 | Matteo Salvatore                                                                | La sposa sfunneta/La bicicletta n° 2                                                                             |
| Vi MQN 36726       | 1961 | Matteo Salvatore e Adriana Doriani (solo sul lato A)                            | Lu prefetto/Maria Nicola                                                                                         |
| Vi MQN 36728       | 1961 | Complesso Calabresella                                                          | Tra 'na parma e 'na rosa nc'è 'na gioia (canta Mary Sarica)/Stilla d'Oriente (cantano Mary Sarica e Tony Meduri) |
| Vi MQN 36730       | 1961 | Claudio Villa                                                                   | Tu scendi dalle stelle/Novena di Natale (zampogne)                                                               |
| Vi MQN 36731       | 1961 | Claudio Villa                                                                   | Appassionato tango/Buona fortuna a te                                                                            |
| Vi MQN 36732       | 1961 | Claudio Villa                                                                   | Bella dispettosa/Piazza di Spagna                                                                                |
| Vi MQN 36733       | 1961 | Claudio Villa                                                                   | Primo amore/Via mestra                                                                                           |
| Vi MQN 36739       | 1962 | Claudio Villa                                                                   | Claudio Villa stornella 1 p./Claudio Villa stornella 2 p.                                                        |
| Vi MQN 36740       | 1962 | Claudio Villa e Lucia Rossani                                                   | Stornelli appassionati 1 p./Stornelli appassionati 2 p.                                                          |
| Vi MQN 36741       | 1962 | Claudio Villa e Lucia Rossani                                                   | Stornelli dispettosi 1 p./Stornelli dispettosi 2 p.                                                              |
| Vi MQN 36742       | 1962 | Lato A - Quartetto Logudoro / Lato B - Maria Teresa Cau                         | Sa Passione / Sardigna Mia                                                                                       |
| Vi MQN 36744       | 1962 | Lato A - Leonardo Cabizza / Lato B Maria Teresa Cau                             | Saludu a Nina / Primaera in fiori                                                                                |
| Vi MQN 36745       | 1962 | Maria Teresa Cau                                                                | Boghes de Utieri/Basci d’amori                                                                                   |
| Vi MQN 36752       | 1962 | Claudio Villa                                                                   | L'ultima serenata/Borgatella di marina                                                                           |
| Vi MQN 36753       | 1962 | Claudio Villa                                                                   | Stornello delle stagioni/Quanno er sole de Roma lascia li sette colli                                            |
| Vi MQN 36754       | 1962 | Claudio Villa                                                                   | Bocca desiderata/Sei stata tu                                                                                    |
| Vi MQN 36755       | 1962 | Claudio Villa                                                                   | Primo appuntamento/Cancello chiuso                                                                               |
| Vi MQN 36756       | 1962 | Claudio Villa                                                                   | Serenata a nessuno/Luna algerina                                                                                 |
| Vi MQN 36757       | 1962 | Claudio Villa                                                                   | Madonna delle rose/Letterine del soldato                                                                         |
| Vi MQN 36758       | 1962 | Claudio Villa                                                                   | Ho fatto tante serenate/È 'na regazza trasteverina                                                               |
| Vi MQN 36759       | 1962 | Claudio Villa                                                                   | Se fossi nato a Napoli/Maruzzella                                                                                |
| Vi MQN 36760       | 1962 | Claudio Villa                                                                   | Arrota arrota/Luna messaggera                                                                                    |
| Vi MQN 36761       | 1962 | Claudio Villa                                                                   | Buongiorno Giuliana/'Na chitarra e un po' de voce                                                                |
| Vi MQN 36762       | 1962 | Claudio Villa                                                                   | Rondinella forestiera/L'eco der core                                                                             |
| Vi MQN 36763       | 1962 | Claudio Villa                                                                   | Buongiorno a te/Serenata al mio bambino                                                                          |
| Vi MQN 36764       | 1962 | Claudio Villa                                                                   | Ninna nanna/Stornellata romana                                                                                   |
| Vi MQN 36765       | 1962 | Claudio Villa                                                                   | Roma d'un tempo/Vetturino romano                                                                                 |
| Vi MQN 36766       | 1962 | Claudio Villa                                                                   | Desiderio 'e sole/Passione amara                                                                                 |
| Vi MQN 36767       | 1962 | Claudio Villa                                                                   | Sentite che ve dice er Sor Capanna 1 p./Sentite che ve dice er Sor Capanna 2 p.                                  |
| Vi MQN 36778       | 1962 | Complesso Calabresella (canta Mary Sarica)                                      | Calabrisella Twist (undi tu isti)/'U mal'occhiu ra vicina                                                        |
| Vi MQN 36782       | 1962 | Alvaro Amici                                                                    | Stornelli maliziosi parte 1.a/Stornelli maliziosi parte 2.a                                                      |
| Vi MQN 36783       | 1962 | Complesso Tropea (canta Elena Marcia)                                           | Mi Maritai/A Lu Bancu Lottu                                                                                      |
| Vi MQN 36788       | 1962 | Matteo Salvatore                                                                | Marito e moglie/Casa Nova                                                                                        |
| Vi MQN 36789       | 1962 | Gabriele Vanorio                                                                | Suonne sunnate/Nun è Carmela mia                                                                                 |
| Vi MQN 36791       | 1962 | Claudio Villa                                                                   | Vecchio porto nella nebbia/Cammina cammina                                                                       |
| Vi MQN 36792       | 1962 | Claudio Villa                                                                   | Mare/Madonna amore                                                                                               |
| Vi MQN 36793       | 1962 | Claudio Villa                                                                   | Come l'onda/Ma quando                                                                                            |
| Vi MQN 36794       | 1962 | Claudio Villa                                                                   | Acqua marina/Bella affacciati                                                                                    |
| Vi MQN 36795       | 1962 | Claudio Villa                                                                   | N'ata vota/Nun voglio fà 'o sargente                                                                             |
| Vi MQN 36796       | 1962 | Claudio Villa                                                                   | Organetto che passi/Canzone stradaiola                                                                           |
| Vi MQN 36797       | 1963 | Claudio Villa (lato A) - Claudio Villa e Duo Vis (lato B)                       | Passione tra gli ulivi/Marina piccola                                                                            |
| Vi MQN 36798       | 1963 | Claudio Villa                                                                   | Vicino alla fontana/Jamme jamme Catarì                                                                           |
| Vi MQN 36799       | 1963 | Claudio Villa                                                                   | Un cuore/Chiesetta senza fiori                                                                                   |
| Vi MQN 36800       | 1963 | Claudio Villa                                                                   | Una lettera a mia madre/È santa                                                                                  |
| Vi MQN 36801       | 1963 | Claudio Villa                                                                   | Il bivio/Credi d'amare                                                                                           |
| Vi MQN 36802       | 1963 | Claudio Villa                                                                   | Avevo solo te/Salutiamo l'amore                                                                                  |
| Vi MQN 36803       | 1963 | Claudio Villa                                                                   | Serenatella marinara/Tu m'hai tradito                                                                            |
| Vi MQN 36804       | 1963 | Claudio Villa                                                                   | La bionda per la bruna/La prima serenata                                                                         |
| Vi MQN 36805       | 1963 | Claudio Villa                                                                   | Bambola di cenci/Carrettino siciliano                                                                            |
| Vi MQN 36806       | 1963 | Claudio Villa                                                                   | Ma perché malinconia/Buona fortuna a te                                                                          |
| Vi MQN 36807       | 1963 | Alvaro Amici                                                                    | Stornelli maliziosi parte 3.a/Stornelli maliziosi parte 4.a                                                      |
| Vi MQN 36808       | 1963 | Alvaro Amici                                                                    | Ciumachella de Trastevere/Roma, nun fà la stupida stasera                                                        |
| Vi MQN 36826       | 1963 | Claudio Villa                                                                   | 'A voce 'e mamma/Malafemmena                                                                                     |
| Vi MQN 36833       | 1963 | Rosetta Fucci                                                                   | Stornelli del 2000 parte 1°/Stornelli del 2000 parte 2°                                                          |
| Vi MQN 36843       | 1964 | Alvaro Amici                                                                    | Stornelli maliziosi parte 11°/Stornelli maliziosi parte 12°                                                      |
| Vi MQN 36850       | 1963 | Trio Melodico Sardo                                                             | Piaghesa moderna / Sa partènsia a militare                                                                       |
| Vi MQN 36853       | 1963 | Trio Melodico Sardo                                                             | Amore burrascosu 1^ parte / Amore burrascosu 2^ parte                                                            |
| Vi MQN 36857       | 1964 | Rosetta Fucci                                                                   | La più dolce serenata/Paquito lindo                                                                              |
| Vi MQN 36859       | 1964 | Alvaro Nuvoloni                                                                 | Le strofette di Pierino parte 1°/Le strofette di Pierino parte 2°                                                |
| Vi MQN 36860       | 1964 | Alberto Morina                                                                  | Oronzo/Whisky e tango                                                                                            |
| Vi MQN 36868       | 1964 | Maria Teresa Cau, Quartetto Logudoro                                            | Cantu de s'antiga terra/Nostalgia di Gallura                                                                     |
| Vi MQN 36892       | 1966 | Rosetta Fucci                                                                   | La romanina/Venditrice di stornelli                                                                              |
| Vi MQN 36896       | 1966 | Maria Teresa Cau                                                                | Deus ti salvet Maria/Dormi amore meu                                                                             |
| Vi MQN 36904       | 1966 | Silvio Rosi                                                                     | Voce 'e notte/Dduje paravise...                                                                                  |
| Vi MQN 36909       | 1967 | Giorgio Onorato                                                                 | Roma romantica/Pupa trasteverina                                                                                 |
| Vi MQN 36912       | 1967 | Claudio Villa                                                                   | Casetta 'de Trastevere/Non ti scordar di me                                                                      |
| Vi MQN 36915       | 1967 | Alvaro Amici                                                                    | Stornelli Maliziosi parte 1°/Stornelli Maliziosi parte 2°                                                        |
| Vi MQN 36926       | 1967 | Mario Abbate e Giulietta Sacco                                                  | Zì munacella mia/'A cammesella                                                                                   |
| Vi MQN 36929       | 1967 | Mario Abbate                                                                    | Luna caprese/I' te vurria vasà                                                                                   |
| Vi MQN 36943       | 1967 | Maria Paris                                                                     | Passione/Canzone appassiunata                                                                                    |
| Vi MQN 36950       | 1967 | Giulietta Sacco                                                                 | Nuovi stornelli fiorentini parte 1°/Nuovi stornelli fiorentini parte 2°                                          |
| Vi MQN 36951       | 1967 | Giulietta Sacco                                                                 | Tre feneste/Lettera a mamma mia                                                                                  |
| Vi MQN 36952       | 1967 | Giulietta Sacco                                                                 | Tammurriata americana/'A cartulina 'e Napule                                                                     |
| Vi MQN 36953       | 1967 | Giulietta Sacco                                                                 | Serenata 'e na femmena/'A notte                                                                                  |
| Vi MQN 36954       | 1967 | Giulietta Sacco                                                                 | 'E ppentite/Tammurriata nera                                                                                     |
| Vi MQN 36978       | 1967 | Claudio Villa                                                                   | Tutte le mamme/Dormi mamma                                                                                       |
| Vi MQN 36980       | 1968 | Mario Abbate                                                                    | Scusate... na preghiera!/Nun sposa cchiu                                                                         |
| Vi MQN 36981       | 1968 | Giulietta Sacco                                                                 | Stornelli sotto il sole parte 1°/Stornelli sotto il sole parte 2°                                                |
| Vi MQN 36983       | 1968 | Giulietta Sacco                                                                 | Tarantella d''e vase/Masto Ttore                                                                                 |
| Vi MQN 36989       | 1968 | Mario Abbate                                                                    | Guappo songh'io/Mamma perdoname                                                                                  |
| Vi MQN 36996       | 1969 | Giulietta Sacco                                                                 | Abbracciame/'A notte                                                                                             |
| Vi MQN 36997       | 1969 | Nunzio Gallo                                                                    | 'O paese d''o sole/Serenata napoletana                                                                           |

#### Numerazione 056xxx
| Numero di catalogo | Anno            | Interprete                     | Titoli                                                            |
| ------------------ | --------------- | ------------------------------ | ----------------------------------------------------------------- |
| VLMQN 056017       | 1960            | Claude Marchant and His Music  | Oh that kiss/Passion flower                                       |
| VLMQN 056018       | 1960            | Claude Marchant and His Music  | Ma, He's making eyes at me-ma-ma (Non mi sgridare più)/Baby lover |
| VLMQN 056019       | 1960            | Claude Marchant and His Music  | Shaking the blues away/Happy baby                                 |
| VLMQN 056022       | 1960            | Nunzio Gallo                   | Cade 'na stella/T'aspettavo                                       |
| VLMQN 056023       | 1960            | Nunzio Gallo                   | Vesuvio/Pienzece buono                                            |
| VLMQN 056024       | 1960            | Nunzio Gallo                   | Appuntamento a Madrid/Remember this cumpà                         |
| VLMQN 056029       | 1960            | Mario Abbate                   | Nisciuno me po' da/'Na bella bruna                                |
| VLMQN 056030       | 1960            | Maria Paris                    | 'O risciò/Luna lù                                                 |
| VLMQN 056032       | 1960            | Franco D'Ischia & i Pescatori  | Nessuno mi vuol bene/Stelle di carta                              |
| VLMQN 056036       | 1961            | Gloria Christian               | 'Na sera pe' fatalità/Don Pedrito (baffo 'e fierro)               |
| VLMQN 056037       | 1961            | Gloria Christian               | Non mangiate le margherite/Buon natale all'italiana)              |
| VLMQN 056044       | 1961            | Mario Abbate                   | Mandolino, mandolino/Serenata a chi mi vuol bene                  |
| VLMQN 056046       | 1961            | Nunzio Gallo                   | Lady Luna/Lei                                                     |
| VLMQN 056047       | 1961            | Mario Abbate                   | Nustalgia/Chella de' suonne                                       |
| VLMQN 056048       | 1961            | Mario Abbate                   | Core e musica/Ogne minuto                                         |
| VLMQN 056049       | 1961            | Nunzio Gallo                   | Napule sott'a ll'acqua/Desidero 'e casa mia                       |
| VLMQN 056050       | 1961            | Enzo Salluzzi e I Solisti      | Core 'e cristallo/Sera serena                                     |
| VLMQN 056053       | 1961            | Maria Paris                    | Lu spusalizio/'E desiderio                                        |
| VLMQN 056054       | 1961            | Gloria Christian               | G Men/È semplice                                                  |
| VLMQN 056056       | 1961            | Little Boys                    | Lotta Boppin/I Met You In The Rain                                |
| VLMQN 056057       | 1961            | Little Boys                    | Bambina/Tortura                                                   |
| VLMQN 056058       | 1961            | Nunzio Gallo                   | Catarì/Sora mia                                                   |
| VLMQN 056065       | 1961            | Alberto Bongi                  | Il sole e tu/Un tango italiano                                    |
| VLMQN 056069       | 1961            | Nunzio Gallo                   | Tarantelluccia/'A canzone 'e Napule                               |
| VLMQN 056071       | 1961            | Mario Abbate                   | Mare verde/T''e pigliato 'o sole                                  |
| VLMQN 056072       | 1961            | Maria Paris                    | 'O tesoro/Tutt'e dduie                                            |
| VLMQN 056073       | 1961            | Gloria Christian               | Nuttata 'e manduline/Pecché te sto vicino                         |
| VLMQN 056074       | 1961            | Mario Abbate                   | 'Ncantesimo sott'a luna/T'aspettavo                               |
| VLMQN 056075       | 1961            | Nunzio Gallo                   | Credere/Ammore senza fine                                         |
| VLMQN 056077       | 1961            | Gina Armani                    | Comme luceno 'e stelle/'Na musica                                 |
| VLMQN 056079       | 1961            | Nunzio Gallo                   | L'urdema canzone mia/Quann'ammore vò filà                         |
| VLMQN 056080       | 1961            | Nunzio Gallo                   | Te sì scurdato 'e Napule/Comme facette mammeta                    |
| VLMQN 056085       | 1961            | Mario Abbate                   | Ombra/Triste autunno                                              |
| VLMQN 056086       | 1961            | Mario Abbate                   | Vasanno stu cuscino/Suonno a mare                                 |
| VLMQN 056087       | 1961            | Nunzio Gallo                   | Damme 'a mano/L'onne                                              |
| VLMQN 056092       | 1961            | Franco D'Ischia & i Pescatori  | Stelle di carta/Nessuno mi vuole bene                             |
| VLMQN 056093       | 1961            | Franco D'Ischia & i Pescatori  | Silenzio cantatore/Auf Wiedersehn                                 |
| VLMQN 056095       | 1961            | Nunzio Gallo                   | Sedici anni/Non so cos'è                                          |
| VLMQN 056098       | 1961            | Little Boys                    | Prendi questa bambola/Musica, musica mia                          |
| VLMQN 056099       | 1961            | Little Boys                    | Wath The Wind/I Got To You Yet                                    |
| VLMQN 056102       | 1961            | Mario Abbate                   | 'O ventaglio giappunese/'O portalettere 'nnammurato               |
| VLMQN 056103       | 1961            | Mario Abbate                   | Bè-bè-bè/Ma pecchè                                                |
| VLMQN 056104       | 1961            | Franco D'Ischia & i Pescatori  | Un perfetto delitto d'amore/Tu prima o poi                        |
| VLMQN 056106       | 1961            | Nunzio Gallo                   | Napule ca se sceta/Ho pregato per te                              |
| VLMQN 056110       | 1961            | Mario Abbate                   | 'E ddoje Lucie/Nustalgia                                          |
| VLMQN 056111       | 1961            | Mario Abbate                   | Santa Lucia/'O balcone 'e rimpetto                                |
| VLMQN 056112       | 1961            | Mario Abbate                   | Vico 'e notte/'O studentiello                                     |
| VLMQN 056115       | 1962            | Nunzio Gallo                   | L'ultimo pezzo di terra/Breve incontro                            |
| VLMQN 056116       | 1962            | Nunzio Gallo                   | Inventiamo la vita/Ho perduto il mio io                           |
| VLMQN 056117       | 1962            | Mario Abbate                   | Tango italiano/Gondolì, gondolà                                   |
| VLMQN 056118       | 1962            | Mario Abbate                   | Vestita di rosso/Nel seme di un fiore                             |
| VLMQN 056121       | 1962            | Nunzio Gallo                   | Addio...Addio.../La ragazza del chiaro di luna                    |
| VLMQN 056123       | 1962            | Little Boys                    | Twistin' USA/The continental walk                                 |
| VLMQN 056124       | 1962            | Little Boys                    | Jacky...che fai?/Lauretta                                         |
| VLMQN 056129       | 1962            | Nunzio Gallo                   | Ogni giorno/Voglio te                                             |
| VLMQN 056130       | 1962            | Maria Paris                    | Dduie paravise/'A frangese                                        |
| VLMQN 056131       | 1962            | Maria Paris                    | Mandulinata a Napule/Che t'aggia dì                               |
| VLMQN 056132       | 1962            | Mario Abbate                   | Mandulino 'e Santa Lucia/Notte 'ncampagna                         |
| VLMQN 056133       | 1962            | Nunzio Gallo                   | Sedici anni/Breve incontro                                        |
| VLMQN 056134       | 1962            | Mario Abbate                   | 'O studentiello/Serenata a chi mi vuol bene                       |
| VLMQN 056136       | 1962            | Mario Abbate                   | Marechiaro e Margellina/'Na freva nova                            |
| VLMQN 056137       | 1962            | Mario Abbate                   | Serenella mia/Nel seme di un fiore                                |
| VLMQN 056138       | 1962            | Nunzio Gallo                   | Non sai piangere/Ho perduto il mio io                             |
| VLMQN 056140       | 1962            | Nunzio Gallo                   | 'Nterr''arena/E dilla 'na parola                                  |
| VLMQN 056141       | 1962            | Nunzio Gallo                   | Luna mia/Sulo                                                     |
| VLMQN 056142       | 1962            | Mario Abbate                   | Grazie/'Na freva nova                                             |
| VLMQN 056143       | 1962            | Maria Paris                    | 'O destino/Nun se pò maie sapè                                    |
| VLMQN 056144       | 1962            | Maria Paris                    | 'O scarpariello/Dice 'a gente                                     |
| VLMQN 056146       | 1962            | Mario Abbate                   | Nuttata 'e luna/Marechiaro e Margellina                           |
| VLMQN 056148       | 1962            | Nunzio Gallo                   | 'Mbriacateve cu' mme/Napule, paraviso blu                         |
| VLMQN 056157       | 1962            | Mario Abbate                   | I' te vurria vasa'/Luna Caprese                                   |
| VLMQN 056158       | 29 ottobre 1962 | Alberto Bongi                  | Scrivimi/Tornerai                                                 |
| VLMQN 056162       | 1962            | Alberto Bongi                  | Chitarratella/Borgo Antico                                        |
| VLMQN 056165       | 1963            | Daina Mit                      | La partita di pallone/Andavo a cento all'ora                      |
| VLMQN 056169       | 1963            | Little Boys                    | Hully gully/Madison is all right                                  |
| VLMQN 056170       | 1963            | Maria Paris                    | Canzone appassiunata/Passione                                     |
| VLMQN 056171       | 1963            | Mario Abbate                   | 'O marenaro/Te lasso                                              |
| VLMQN 056173       | 1963            | Nunzio Gallo                   | Ddoie zingare/Lassammoce!                                         |
| VLMQN 056174       | 1963            | Mario Abbate                   | Oggi non ho tempo/Bianca luna                                     |
| VLMQN 056175       | 1963            | Mario Abbate                   | Vorrei fermare il tempo/Prima sera                                |
| VLMQN 056178       | 1963            | Little Boys                    | Giovane giovane/Lauretta                                          |
| VLMQN 056182       | 1963            | Alberto Bongi                  | Ascolta/La più dolce serenata                                     |
| VLMQN 056189       | 1963            | Mario Abbate                   | Purtatele sti rrose/Quanta rose                                   |
| VLMQN 056193       | 1963            | Mario Abbate                   | Napulitanata/N'accordo in fa                                      |
| VLMQN 056195       | 1963            | Little Boys                    | Lettera ad Anna/Rimani ancora                                     |
| VLMQN 056201       | 1963            | Mario Abbate                   | Malavia/'A spina e 'na rosa                                       |
| VLMQN 056204       | 1963            | Flora Gallo                    | Bongré Malgré/Monsieur                                            |
| VLMQN 056207       | 1963            | Maria Paris                    | Tammurriata d'autunno/'Nu poco 'e sentimento                      |
| VLMQN 056210       | 1963            | Mario Abbate                   | Qui... Napoli/Margellina, Catarì                                  |
| VLMQN 056212       | 1963            | Flora Gallo                    | Jammo ja/Vicino                                                   |
| VLMQN 056215       | 1963            | Nunzio Gallo                   | Serenata marenara/Nun lassà Surriento                             |
| VLMQN 056217       | 1963            | Maria Paris                    | Jammo jà/'E frutte 'e mare                                        |
| VLMQN 056219       | 1963            | Mario Abbate                   | Indifferentemente/Dint''a cchiesa                                 |
| VLMQN 056220       | 1963            | Nunzio Gallo                   | Preghiera napulitana/Serenata marenara                            |
| VLMQN 056221       | 1963            | Nunzio Gallo                   | Annamaria/Catene d'ammore                                         |
| VLMQN 056228       | 1963            | Nunzio Gallo                   | Annamaria/Un gioco                                                |
| VLMQN 056229       | 1963            | Flora Gallo                    | Colpa della Bossa nova/Hully gully Bowling man                    |
| VLMQN 056230       | 1963            | Gino Di Procida                | 'O pianoforte/'A medagliella                                      |
| VLMQN 056231       | 1963            | Gino Di Procida                | 'O ritrattiello/Io te voglio 'nu sacco 'e bbene                   |
| VLMQN 056232       | 1964            | Flora Gallo                    | Non lo pensare/Prima                                              |
| VLMQN 056234       | 1964            | Nunzio Gallo                   | 'O paese d''o sole/Serenata napoletana                            |
| VLMQN 056235       | 1964            | I Vagabondi                    | Non ti perdonerò/Dicevi tu                                        |
| VLMQN 056238       | 1964            | Nico Morris                    | Ogni volta/Quando vedrai la mia ragazza                           |
| VLMQN 056240       | 1964            | Little Boys                    | Lei ti ama/Immagina                                               |
| VLMQN 056242       | 1964            | Alberto Bongi                  | Madonna fiorentina/Cuore fiorentino                               |
| VLMQN 056241       | 1964            | Gloria Christian               | Danke schoen/C'era la luna                                        |
| VLMQN 056243       | 1964            | Alberto Bongi                  | Bischerate maliziose/Bischerate maliziose parte 2                 |
| VLMQN 056244       | 1964            | Mario Abbate                   | Giuvenuttiello 'e Santa Lucia/Suonne d'emigrante                  |
| VLMQN 056246       | 1964            | Daina Mit                      | Hey lover/Aegipsiusj                                              |
| VLMQN 056249       | 1964            | Gino Di Procida                | Nuttata 'e sentimento/'A ricetta 'e Napule                        |
| VLMQN 056250       | 1964            | Mario Abbate                   | Stanotte nun durmì/N'ata via                                      |
| VLMQN 056252       | 1964            | Jane De Clerc                  | Per chi?/Non credevo                                              |
| VLMQN 056261       | 1964            | Mimmo Rocco                    | Capriccio 'e mare/L'appuntamento                                  |
| VLMQN 056262       | 1964            | Maria Paris                    | Munasterio 'e S.Chiara/Tarantella internazionale                  |
| VLMQN 056265       | 1964            | Evy Angeli                     | L'estate che verrà/Mille mille grazie                             |
| VLMQN 056267       | 1964            | Mimmo Rocco                    | 'O francobollo/Senza perdono                                      |
| VLMQN 056270       | 1964            | Mario Abbate                   | Damme nu suonno/Se parla 'e Napule                                |
| VLMQN 056271       | 1964            | Mario Abbate                   | Luna quadrata/Aspettanno dimane                                   |
| VLMQN 056272       | 1964            | Maria Paris                    | Acqua chiara/Stasera te ne vaie                                   |
| VLMQN 056273       | 1964            | Maria Paris                    | Maje pè mme!/È 'na canzone                                        |
| VLMQN 056274       | 1964            | Jane De Clerc                  | 'O segreto 'e Napule/Credetemi                                    |
| VLMQN 056275       | 1964            | Flora Gallo                    | 'A bersagliera/'E margarite                                       |
| VLMQN 056276       | 1964            | Gino Di Procida                | Cantata 'e marenare/Dimme 'a verità                               |
| VLMQN 056277       | 1964            | Lello Di Domenico              | Mese Mariano/Scriveme                                             |
| VLMQN 056278       | 1964            | Palma Mavilio                  | 'Na jurnata 'e sole/È la prima volta                              |
| VLMQN 056279       | 1964            | Gigi D'Auria                   | Che farò/Ve lo giuro ragazzi                                      |
| VLMQN 056280       | 1964            | Nunzio Gallo                   | Ammore mio/Inutilmente                                            |
| VLMQN 056282       | 1964            | Nunzio Gallo                   | Anema nera/Chella d''e rrose                                      |
| VLMQN 056284       | 1964            | Mimmo Rocco                    | Lampara oscura/Vocca 'e velluto                                   |
| VLMQN 056291       | 1964            | Gianni La Commare              | Senza parole/Fino a quando... avrai bisogno di me                 |
| VLMQN 056295       | 1965            | Gino Di Procida                | 'A gelusia/'A zingarella                                          |
| VLMQN 056297       | 1965            | Nunzio Gallo                   | Oilì, Oilà/Canta pè me                                            |
| VLMQN 056301       | 1965            | Nunzio Gallo                   | Vurria/Sciummo                                                    |
| VLMQN 056304       | 1965            | Mario Abbate                   | Manduline e lacreme/'Na chitarra, Pusilleco e tu                  |
| VLMQN 056305       | 1965            | Gianni Lacommare               | Bellissima/Questo io ricordo di te                                |
| VLMQN 056311       | 1965            | Mario Abbate e Giulietta Sacco | La cammesella/Zi munacella mia                                    |
| VLMQN 056314       | 1965            | Mario Abbate                   | Core napulitano/Dimmelo n'ata vota                                |
| VLMQN 056316       | 1965            | Mimmo Rocco                    | Chi lava 'a capa 'o ciuccio/Nun c'è ddoje senza tre               |
| VLMQN 056318       | 1965            | Gino Di Procida                | Veleno doce/A' luna d''e 'nnammurate                              |
| VLMQN 056319       | 1965            | Mimmo Rocco                    | Niente cchiù/Vattenne...piccerè!...                               |
| VLMQN 056320       | 1965            | Maria Paris                    | Vulesse 'nu favore/'Nu saluto                                     |
| VLMQN 056321       | 1965            | Nunzio Gallo                   | Guardame/'Nu suonno                                               |
| VLMQN 056322       | 1965            | Mirna Doris                    | Dduje giuramente/Schiavo d'ammore                                 |
| VLMQN 056325       | 1965            | Maria Paris                    | È frennesia/Maje pè mme!                                          |
| VLMQN 056328       | 1965            | Gino Di Procida                | Connola d'ammore/I'm'arricordo 'e te                              |
| VLMQN 056329       | 1965            | Franco D'Ischia & i Pescatori  | Amo te Ischia/Aufwiedersehen                                      |
| VLMQN 056332       | 1965            | Nunzio Gallo                   | La ballata del clown/Un giorno dopo l'altro                       |
| VLMQN 056334       | 1965            | Mirna Doris                    | Io ti perdono/È tutta gelosia                                     |
| VLMQN 056337       | 1965            | Gino Di Procida                | Pusilleco blu/Carmenella                                          |
| VLMQN 056338       | 1965            | Mirna Doris                    | Diciamoci ciao/Dì la verità                                       |
| VLMQN 056339       | 1966            | Mike Verga                     | Io non sono niente/Non dire mai, Maria                            |
| VLMQN 056342       | 1966            | Marilena Guidetti              | Quando capirai/Baciami e vedrai                                   |
| VLMQN 056344       | 1966            | Mario Abbate                   | Mare d'estate/'Na sera d'estate                                   |
| VLMQN 056345       | 1966            | Mirna Doris                    | Tu non meriti/La vita                                             |
| VLMQN 056346       | 1966            | Roberto Moncini                | Capri mon Capri/Diversa ti vorrei                                 |
| VLMQN 056351       | 1966            | Alberto Bongi                  | Torna a Firenze/Ponte a Santa Trinita                             |
| VLMQN 056352       | 1966            | Gino Volpe                     | Capricciosa/Mariarosa                                             |
| VLMQN 056353       | 1966            | Gino Volpe                     | Un bacio ancora... Arrivederci/In questo momento                  |
| VLMQN 056355       | 1966            | Angelo Battiato                | Cosa resta/Come vuoi                                              |
| VLMQN 056358       | 1966            | Georgia Moll                   | Io chiudo gli occhi/Mentre mi metto il rossetto                   |
| VLMQN 056359       | 1966            | Sandro Ciampini                | Sulla cresta dell'onda/Come me tu piangerai                       |
| VLMQN 056362       | 1966            | Roberto Moncini                | Perdonami Venezia/Maria, oh Maria                                 |
| VLMQN 056363       | 1966            | Luis Cataldo                   | Non parlerò/L'ho vista stasera                                    |
| VLMQN 056364       | 1966            | Franco Colombo                 | Sartulella senza core/Guaglione mio                               |
| VLMQN 056367       | 1966            | Lida Lù                        | Un grosso errore/Libertà                                          |
| VLMQN 056368       | 1966            | Mirna Doris                    | Rose d'o mese 'e maggio/Buscie d'ammore                           |
| VLMQN 056372       | 1966            | Nunzio Gallo                   | Te chiammavo furtuna/'Stu poco 'e bene                            |
| VLMQN 056373       | 1966            | Lida Lù & la Troupe            | Comme faccio a te sunna'/Poi, poi, poi                            |
| VLMQN 056374       | 1966            | Mirna Doris                    | Nun m'abbandunà/Catena 'e Surriento                               |
| VLMQN 056375       | 1966            | Mario Abbate                   | Bella/Ma pecchè                                                   |
| VLMQN 056376       | 1966            | Gino Di Procida                | Che chiagne a ffà.../Te purtavo 'na rosa                          |
| VLMQN 056377       | 1967            | Nunzio Gallo                   | Guapparia/Sciuldezza bella!                                       |
| VLMQN 056378       | 1967            | Lida Lù                        | La volpe/La strada del cielo                                      |
| VLMQN 056379       | 1967            | Athos Martini                  | La ballata del sole/Parys by night                                |
| VLMQN 056380       | 1967            | Daina Mit                      | Bang bang/L'amore è il vento                                      |
| VLMQN 056382       | 1967            | Rosemarie                      | Il contrabasso/Quando ti sveglierai                               |
| VLMQN 056386       | 1967            | Gino Di Procida                | 'E suonne d'oro/Te voglio perdere                                 |
| VLMQN 056391       | 1967            | Antonio Prieto                 | Se vuoi baciarmi...dai!/Chove chuva goccia a goccia               |
| VLMQN 056394       | 1967            | Le Cugine                      | Love Me, Please Love Me/Chi non perdonerà                         |
| VLMQN 056397       | 1967            | Lello Caravaglios              | Ho solo l'amore/Io sono un re                                     |
| VLMQN 056400       | 1967            | Georgia Moll                   | La risposta alla bambolina/Le cipolle (I love onions)             |
| VLMQN 056403       | 1967            | I Faraoni                      | Dimmi se tu vuoi/Me ne andrò                                      |
| VLMQN 056404       | 1967            | Mario Abbate                   | Voce scunusciuta/Stasera                                          |
| VLMQN 056406       | 1967            | I Campanino                    | Carulina nun parte cchiù/Nun ce capimmo cchiu                     |
| VLMQN 056409       | 1967            | Nunzio Gallo                   | Angelica/Voce scunusciuta                                         |
| VLMQN 056410       | 1967            | Maria Paris                    | Freva 'e gelusia/Pulecenella 'o core 'e Napule                    |
| VLMQN 056414       | 1967            | Armando Stula                  | Una vita senza fine/Un piccolo soldato                            |
| VLMQN 056417       | 1968            | Maria Della Sila               | Paese abbandonato/Metti la vela                                   |
| VLMQN 056428       | 1968            | Gimmi Donato                   | Il sole è su di noi/Pensieri                                      |
| VLMQN 056431       | 1968            | Mario Abbate                   | È n'amico... ll'amore/Famme capi' pecché                          |
| VLMQN 056432       | 1968            | Georgia Moll                   | Sentila...quante bugie/L'amore viene passa e va                   |
| VLMQN 056433       | 1968            | I Faraoni                      | Un attimo d'amore/Johnny e Susy                                   |
| VLMQN 056434       | 1968            | Lida Lù                        | Clayton (versione italiana)/Clayton (versione inglese)            |
| VLMQN 056435       | 1968            | Enzo Tivoli                    | Controcorrente/Gitana                                             |
| VLMQN 056437       | 1968            | Gli Emme 4                     | Perché guardi me/Dedico a Francoise                               |
| VLMQN 056438       | 1969            | Enrico Farina                  | T'amo, scriverò/Dolce musica                                      |